# Lijst van personen overleden in 1969
Dit is een lijst van personen die zijn overleden in 1969.

## Januari

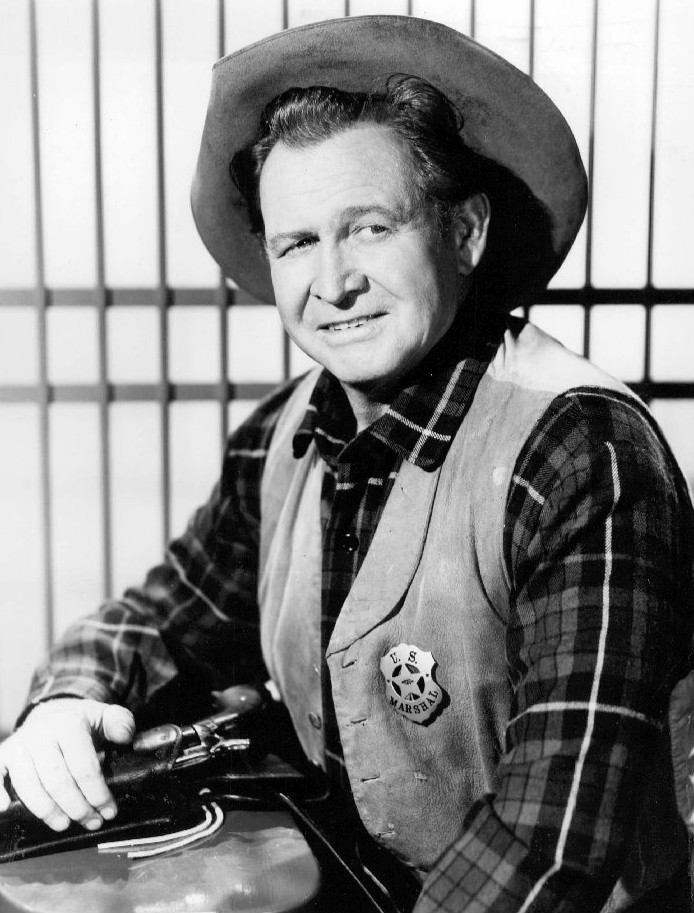
Barton MacLane
1 januari

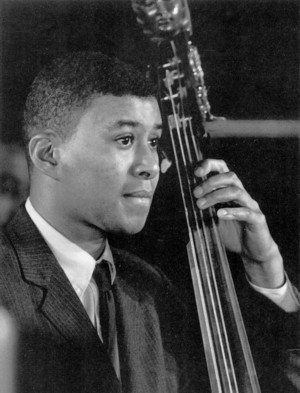
Paul Chambers
4 januari

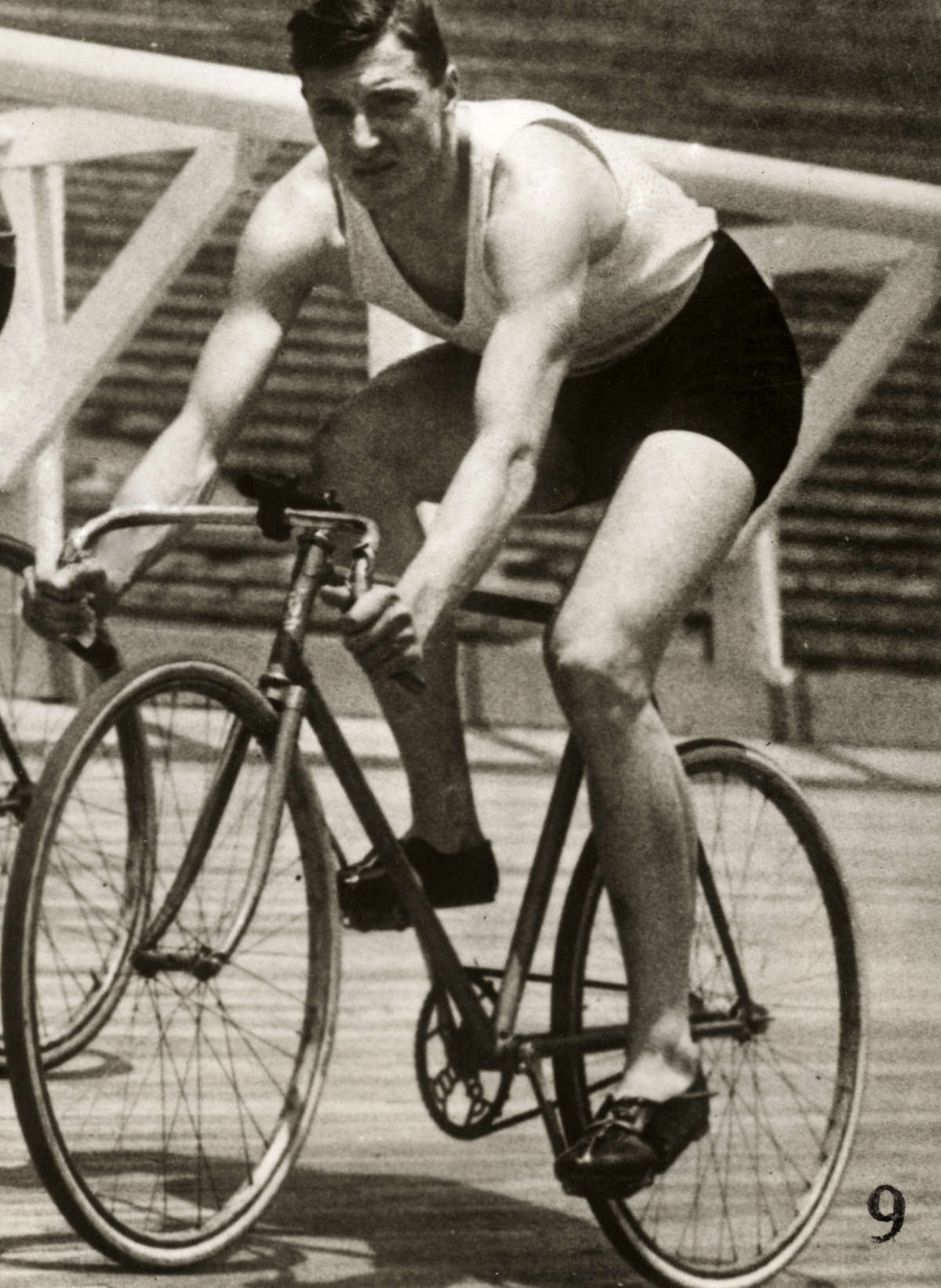
Jacques van Egmond
9 januari

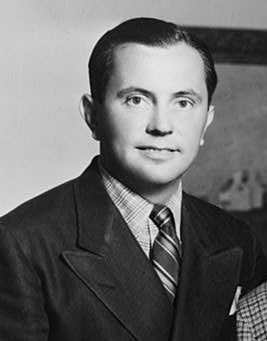
Vernon Duke
16 januari

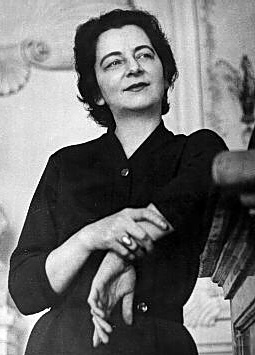
Grażyna Bacewicz
17 januari

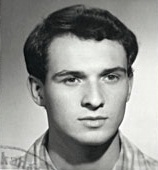
Jan Palach
19 januari

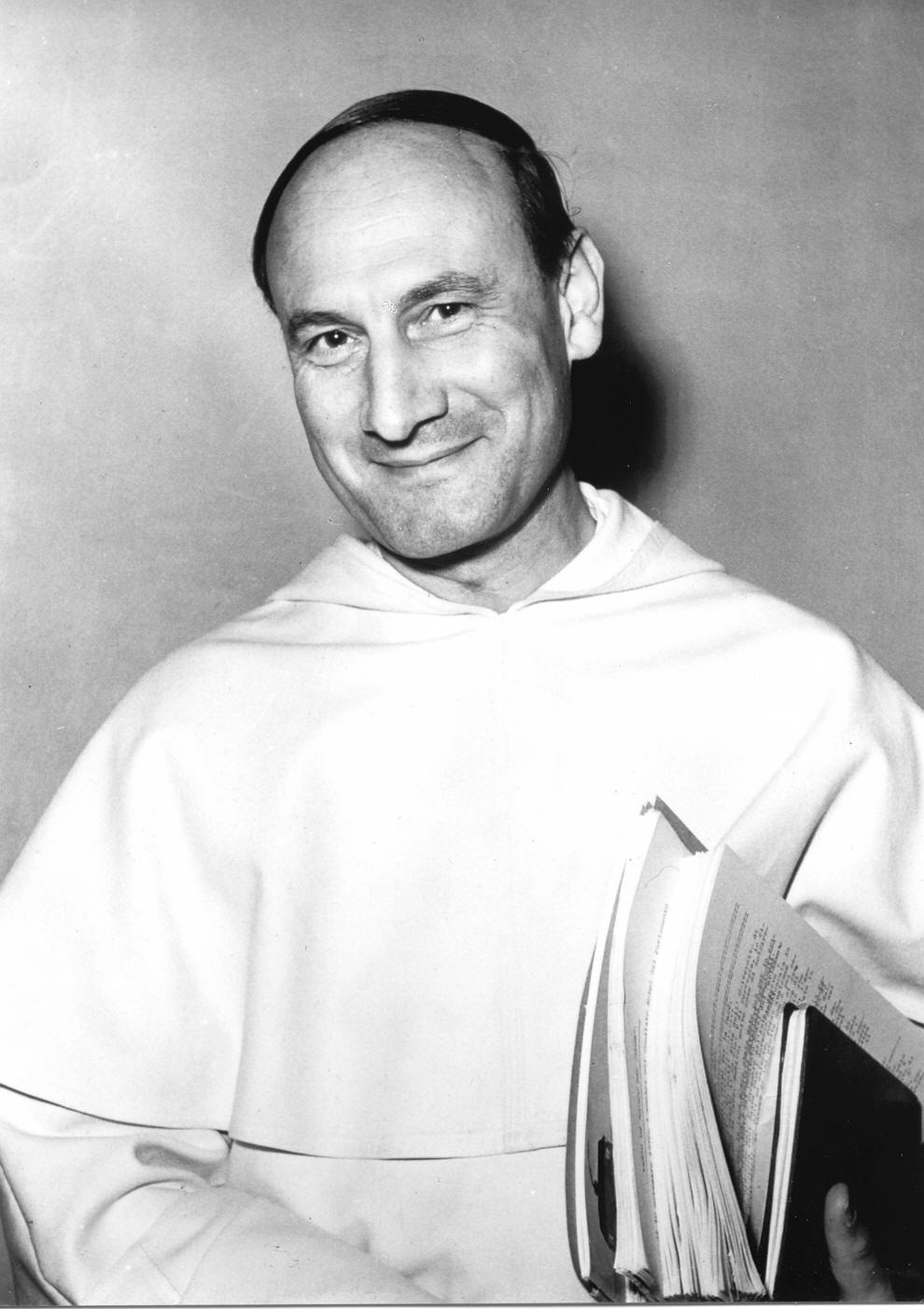
Dominique Pire
30 januari

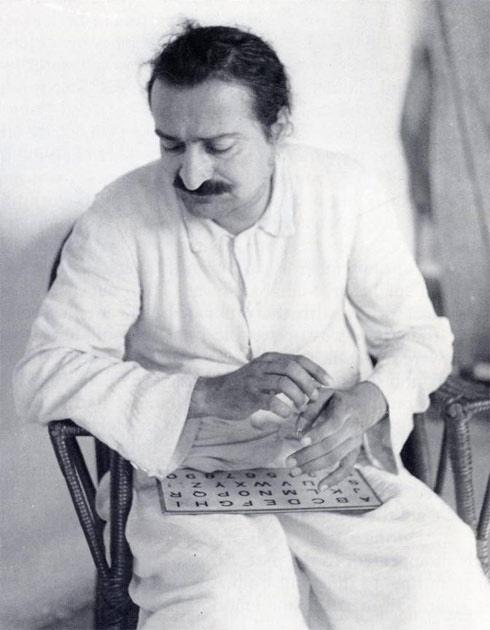
Meher Baba
31 januari

| 1 | 2 | 3 | 4 | 5 | 6 | 7 | 8 | 9 | 10 | 11 | 12 | 13 | 14 | 15 | 16 | 17 | 18 | 19 | 20 | 21 | 22 | 23 | 24 | 25 | 26 | 27 | 28 | 29 | 30 | 31 |
| - | - | - | - | - | - | - | - | - | -- | -- | -- | -- | -- | -- | -- | -- | -- | -- | -- | -- | -- | -- | -- | -- | -- | -- | -- | -- | -- | -- |

### 1 januari
- Ian Fleming (80), Australisch acteur
- Barton MacLane (66), Amerikaans acteur
- Bruno Söderström (87), Zweeds atleet

### 2 januari
- Jacques van der Meij (81), Nederlands kunstenaar

### 4 januari
- Paul Chambers (33), Amerikaans jazzbassist
- James Foster (63), Brits ijshockeyspeler
- Frans Otten (73), Nederlands ondernemer
- Montague Phillips (83), Brits componist

### 5 januari
- Franz Theodor Csokor (83), Oostenrijks schrijver
- Arend Jan van Driesten (90), Nederlands kunstschilder

### 6 januari
- Julius Hijman (67), Nederlands componist

### 8 januari
- Jean Allard (67), Belgisch politicus
- Elmar Kaljot (67), Estisch voetballer
- Klaas Koster (83), Nederlands kunstschilder

### 9 januari
- Frank Baur (81), Belgisch politicus
- Jacques van Egmond (60), Nederlands wielrenner
- Walter Schild-Schnyder (79), Zwitsers componist

### 10 januari
- Hendrik Methorst (72), Nederlands kunstenaar

### 11 januari
- Henry Lightfoot Boston (70), Sierra Leoons koloniaal bestuurder
- Jelizaveta Polonskaja (78), Russisch dichteres en schrijfster

### 12 januari
- Teodor Peterek (58), Pools voetballer

### 13 januari
- Jacques Davidson (78), Nederlands schaker
- Leendert Saarloos (84), Nederlands hondenfokker
- Pieter Wirix (49), Belgisch politicus

### 14 januari
- Henri Gandibleux (68), Belgisch politicus

### 15 januari
- Achiel Geerardyn (74), Belgisch uitgever
- Theodor Werner (82), Duits kunstschilder

### 16 januari
- Vernon Duke (65), Russisch-Amerikaans componist
- Leo Raats (24), Nederlands voetballer
- Etienne Sabbe (67), Belgisch historicus

### 17 januari
- Grażyna Bacewicz (59), Pools componiste en violiste

### 18 januari
- Henri Carton de Tournai (90), Belgisch politicus

### 19 januari
- Jan Palach (20), Tsjechisch politiek activist
- Alcide Pavageau (80), Amerikaans jazzmusicus

### 21 januari
- Joseph André (83), Belgisch architect
- Luc Hertoghe (75), Belgisch politicus
- Joseph-Jean Merlot (55), Belgisch politicus

### 22 januari
- François Galderoux (88), Belgisch politicus
- Pier Steensma (78), Nederlands archeoloog

### 23 januari
- Pauline Hall (78), Noors componist

### 25 januari
- Richard Knoch (91), Duits componist

### 28 januari
- Jacob Nanne Diederik Hoogslag (91), Nederlands componist

### 30 januari
- Dominique Pire (58), Belgisch geestelijke

### 31 januari
- Walter Ackermann (78), Zwitsers politicus
- Meher Baba (74), Indiaas goeroe van Iraanse afkomst

## Februari

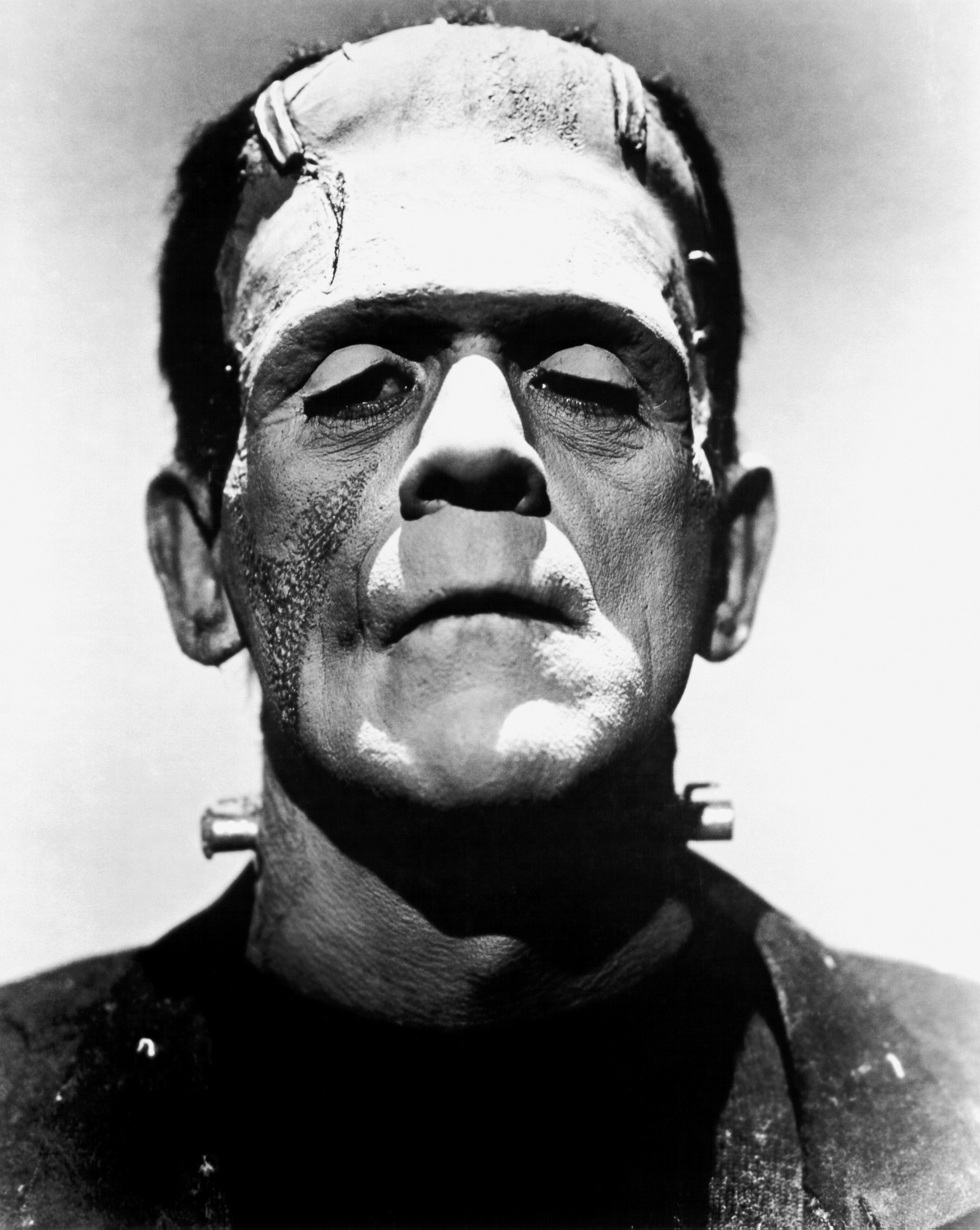
Boris Karloff
2 februari

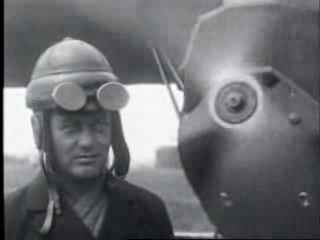
Jan Thomassen à Thuessink van der Hoop
2 februari

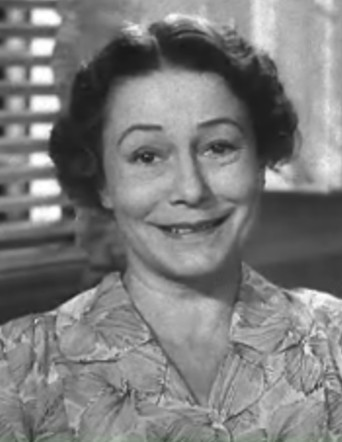
Thelma Ritter
5 februari

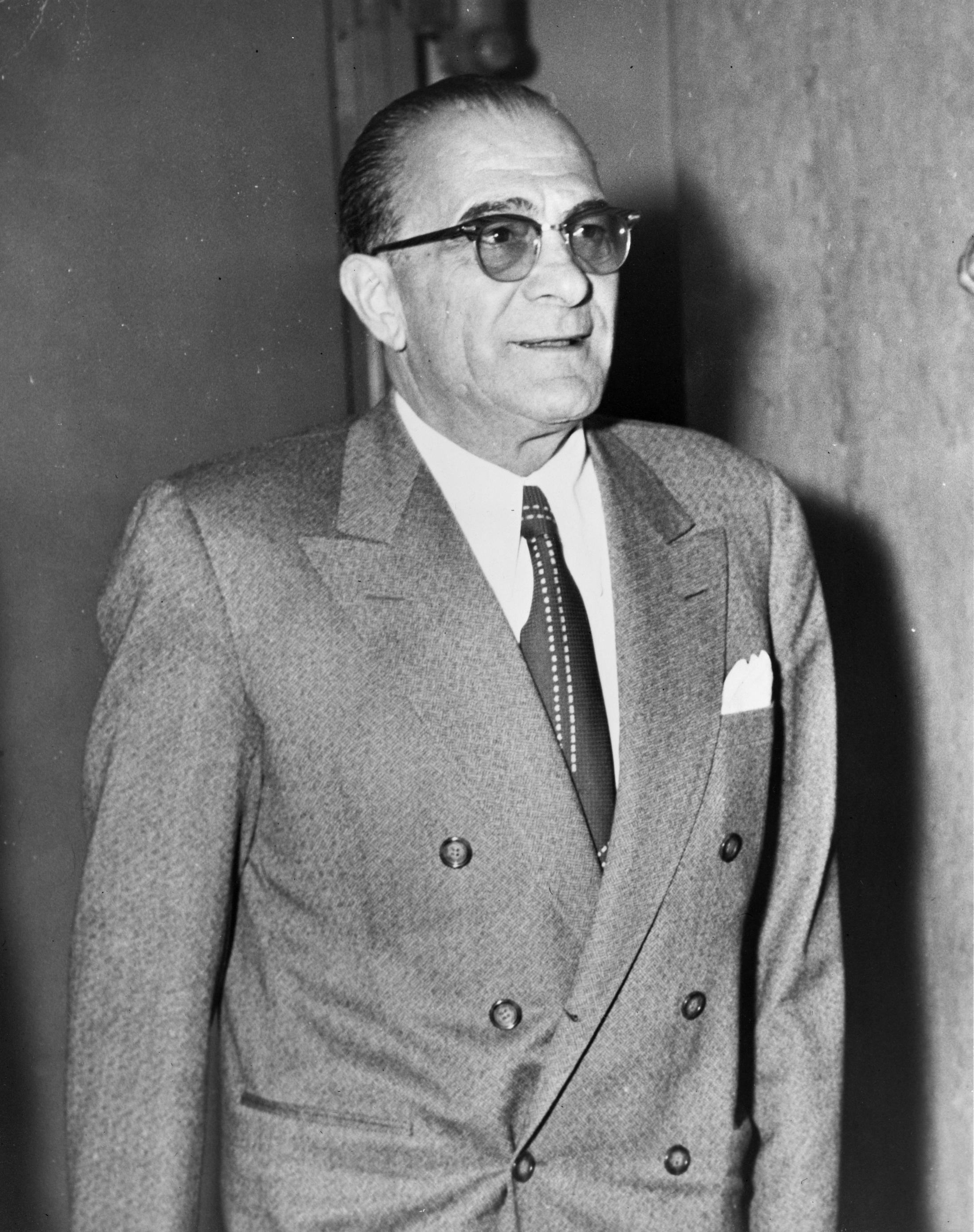
Vito Genovese
14 februari

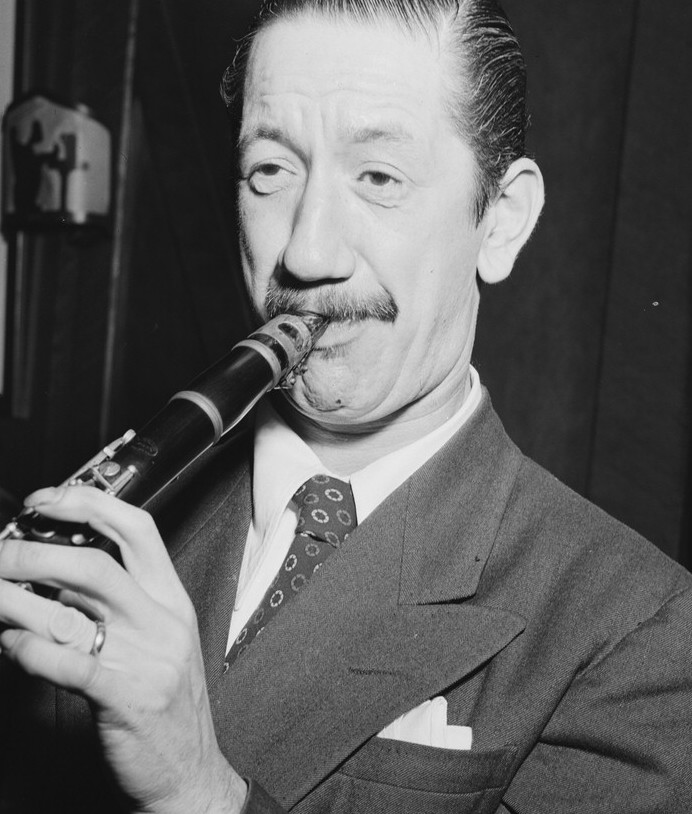
Pee Wee Russell
15 februari

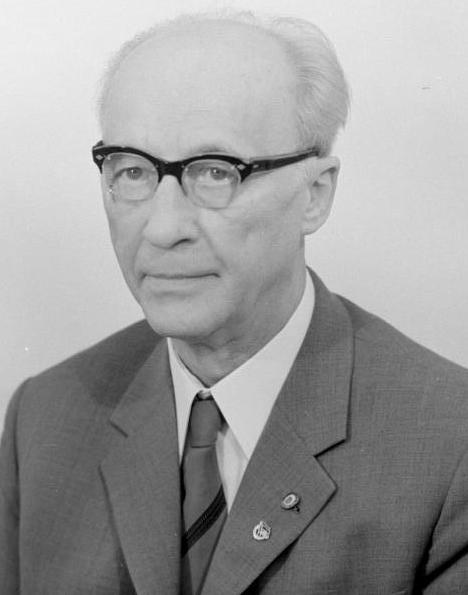
Johannes Dieckmann
22 februari

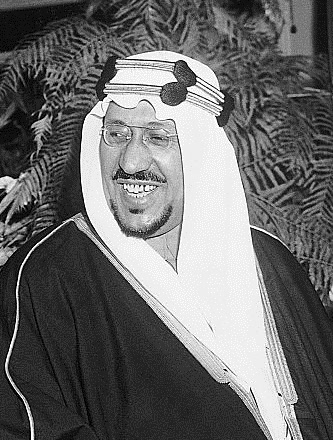
koning Saoed
23 februari

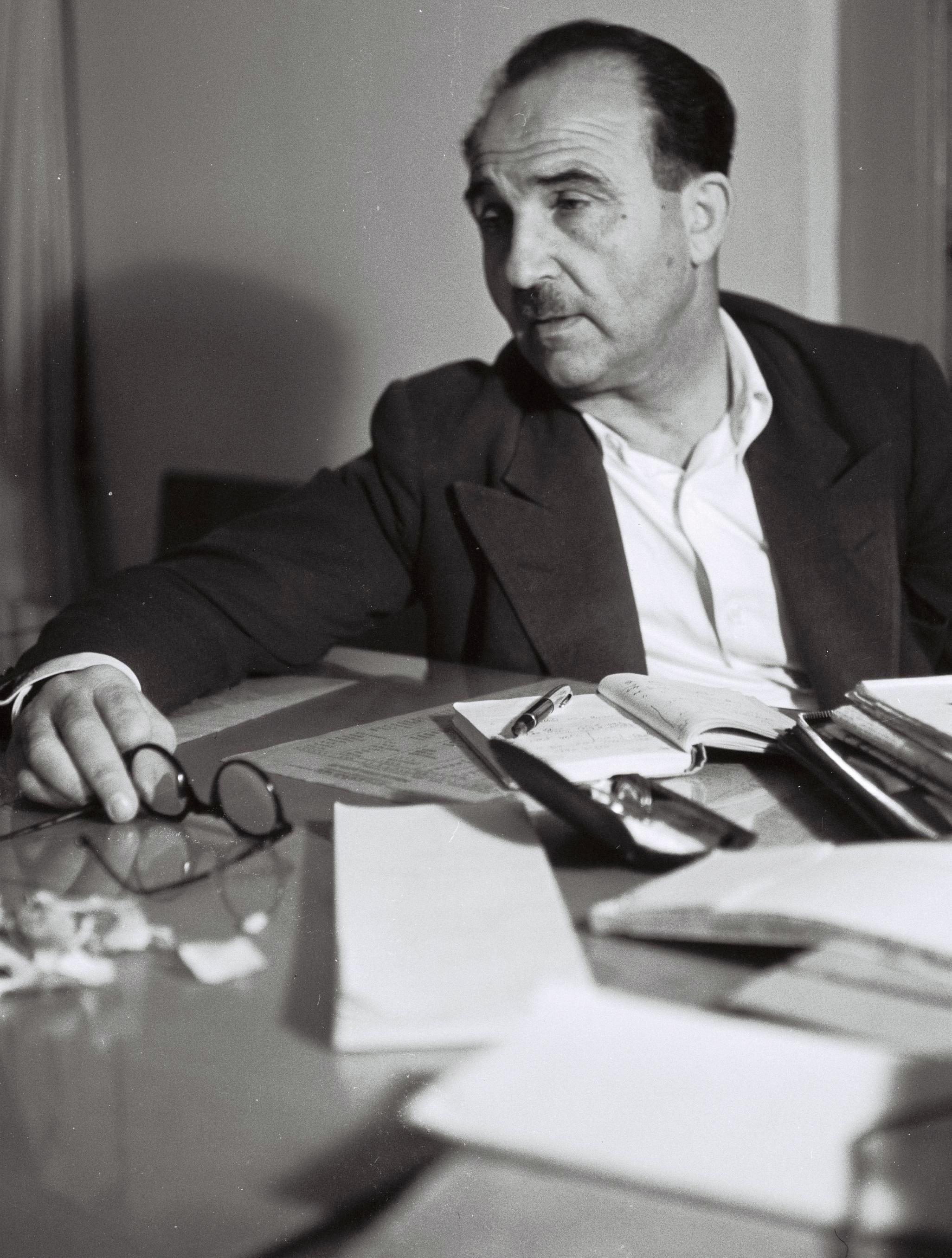
Levi Eshkol
26 februari

| 1 | 2 | 3 | 4 | 5 | 6 | 7 | 8 | 9 | 10 | 11 | 12 | 13 | 14 | 15 | 16 | 17 | 18 | 19 | 20 | 21 | 22 | 23 | 24 | 25 | 26 | 27 | 28 |
| - | - | - | - | - | - | - | - | - | -- | -- | -- | -- | -- | -- | -- | -- | -- | -- | -- | -- | -- | -- | -- | -- | -- | -- | -- |

### 1 februari
- Viktor Grigorev (61), Sovjet-Russisch basketbalspeler en basketbalcoach

### 2 februari
- Ferdi Jansen (41), Nederlands beeldend kunstenaar
- Boris Karloff (81), Brits acteur
- Daniël Mackay (68), lid Nederlandse adel
- Jan Thomassen à Thuessink van der Hoop (75), Nederlands luchtvaartpionier

### 3 februari
- Oscar Joliet (90), Belgisch bisschop
- Eduardo Mondlane (48), Mozambikaans politicus
- Al Taliaferro (63), Amerikaans stripauteur

### 5 februari
- Thelma Ritter (66), Amerikaans actrice
- Joop Zalm (71), Nederlands gewichtheffer

### 7 februari
- Jan Apon (58), Nederlands detectiveschrijver
- Hans Rademacher (76), Duits wiskundige
- Johannes Jan Versluijs (67), Nederlands burgemeester
- Anson Weeks (72), Amerikaans componist en orkestleider

### 8 februari
- Kurt Kuhnke (58), Duits autocoureur

### 9 februari
- Tiest van Gestel (87), Nederlands handboogschutter
- Manuel Plaza (68), Chileens atleet

### 11 februari
- Dario Beni (80), Italiaans wielrenner
- Oswald Holmberg (86), Zweeds turner

### 13 februari
- Cor van Gelder (64), Nederlands zwemster
- Wim van Dolder (65), Nederlands voetballer

### 14 februari
- Vito Genovese (71), Amerikaans crimineel
- Charles Judels (86), Nederlands acteur
- Edmund Murton Walker (91), Canadees entomoloog

### 15 februari
- Pee Wee Russell (62), Amerikaans jazzmusicus

### 16 februari
- Anton van den Hurk (49), Nederlands verzetsstrijder

### 17 februari
- Paul Barbarin (69), Amerikaans jazzmusicus

### 18 februari
- Gisela Arendt (50), Duits zwemster
- Jan Bommer (67), Nederlands politicus

### 20 februari
- Ernest Ansermet (85), Zwitsers componist
- Wiffy Cox (72), Amerikaans golfer

### 21 februari
- Jan Hendrik Engelhardt (76), Nederlands landbouwkundige

### 22 februari
- Johannes Dieckmann (76), Oost-Duits politicus

### 23 februari
- Saoed bin Abdoel Aziz al Saoed (67), koning van Saoedi-Arabië
- Daan Ferman (59), Nederlands roeier
- Henri André Hillewaert (56), Belgisch kunstschilder
- Herbert Maier (76), Amerikaans architect
- Ronald Scobie (75), Brits militair leider

### 25 februari
- Willem Johannes Dominicus van Dijck (69), Nederlands scheikundige
- Jan Zajíc (18), Tsjechisch politiek activist

### 26 februari
- Levi Eshkol (73), Israëlisch politicus
- George Gonggrijp (83), Nederlands bestuurder
- Karl Jaspers (86), Duits filosoof

### 27 februari
- Paul Goldschmidt-Clermont (78), Belgisch ingenieur

### 28 februari
- Gustavo Testa (82), Italiaans kardinaal

## Maart

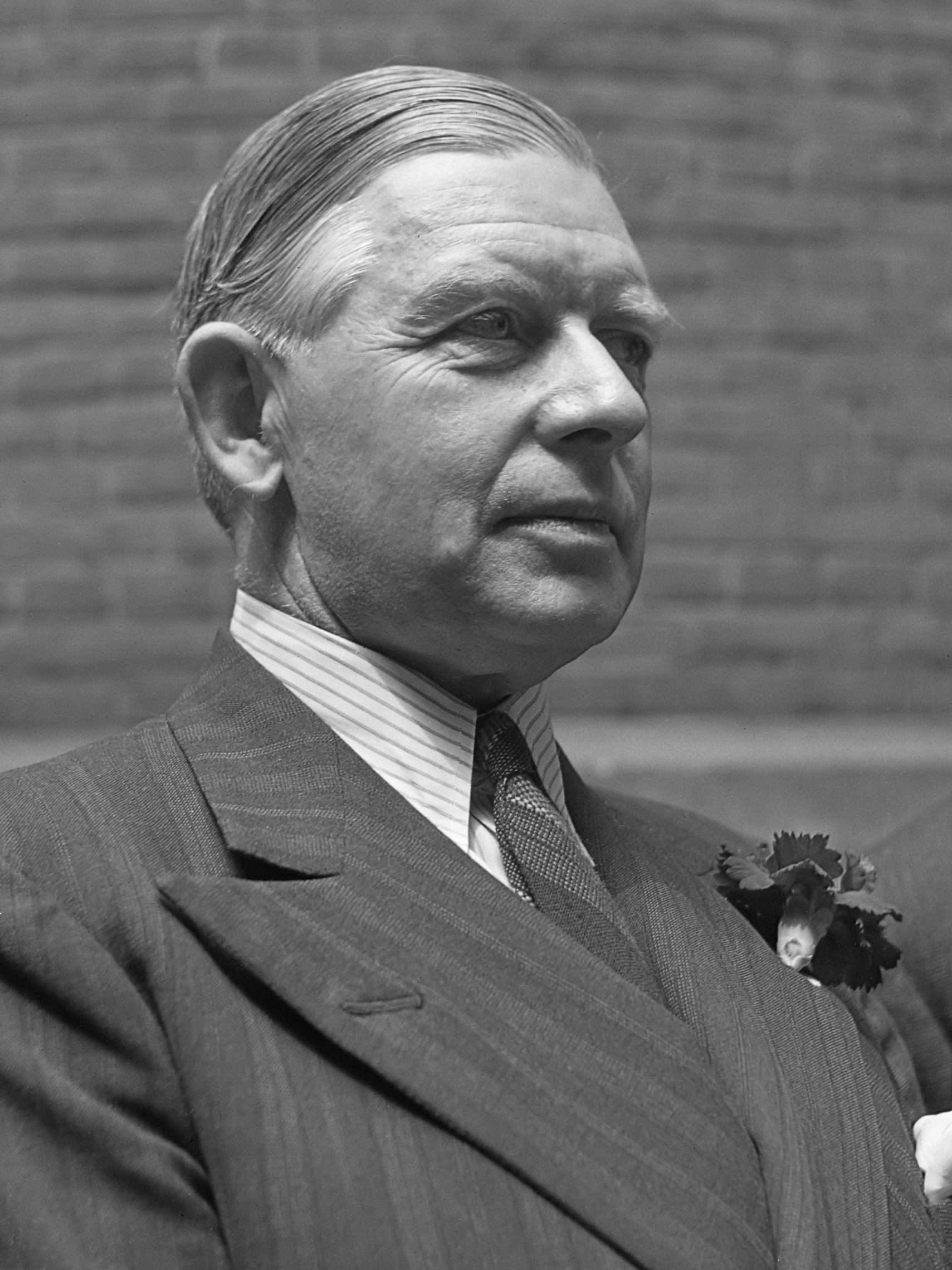
Jim de Booy
1 maart

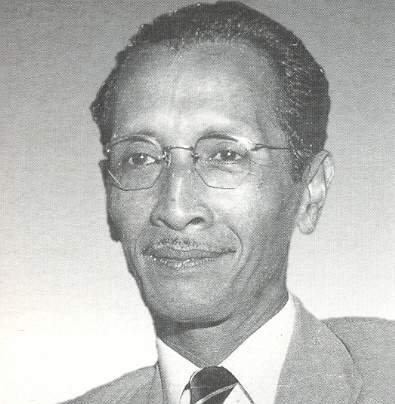
Prijono
6 maart

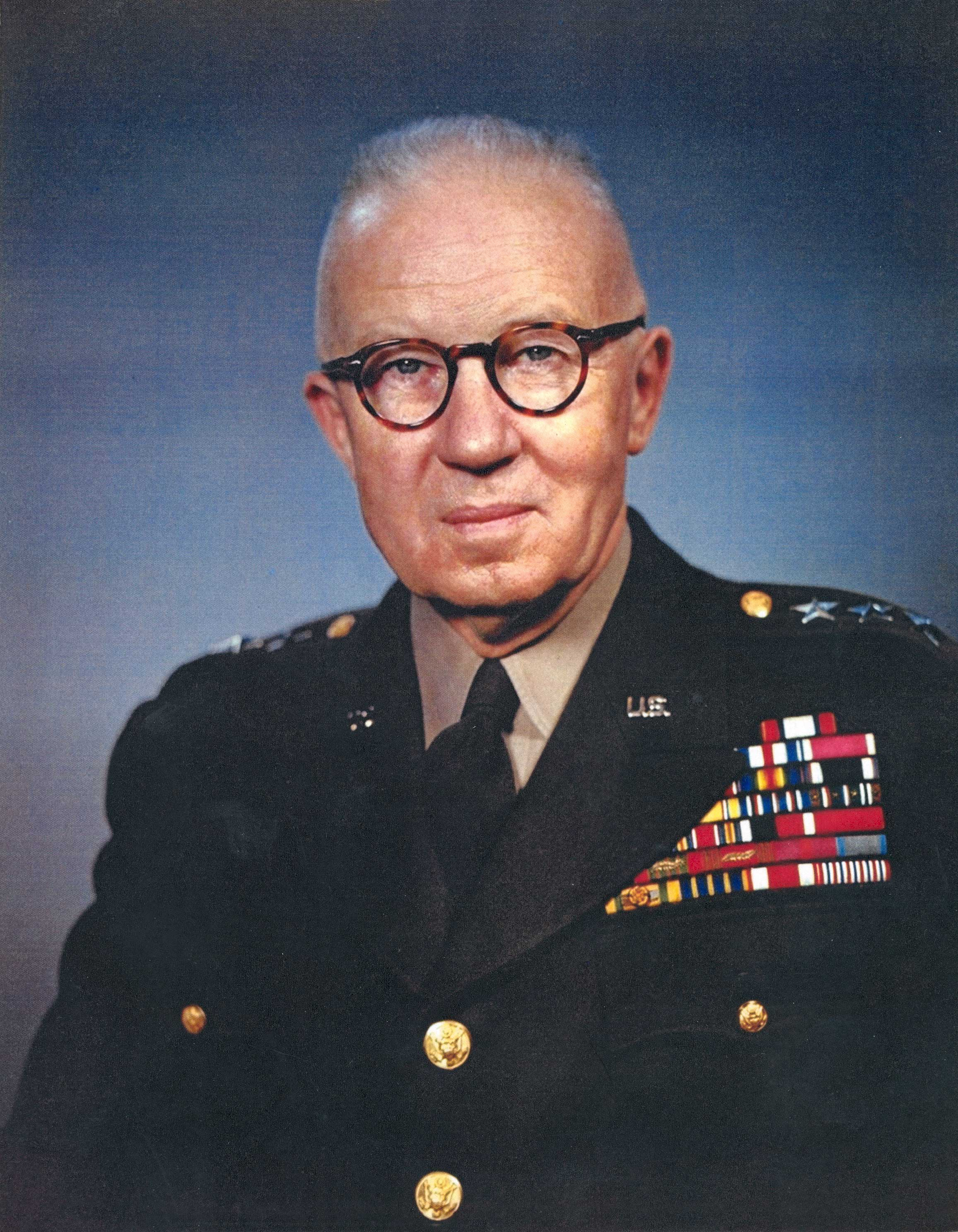
Ralph Canine
8 maart

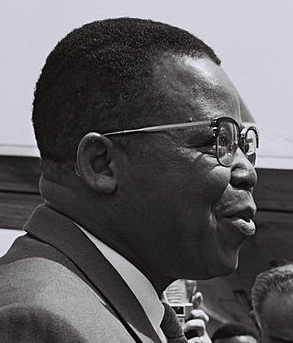
Joseph Kasavubu
24 maart

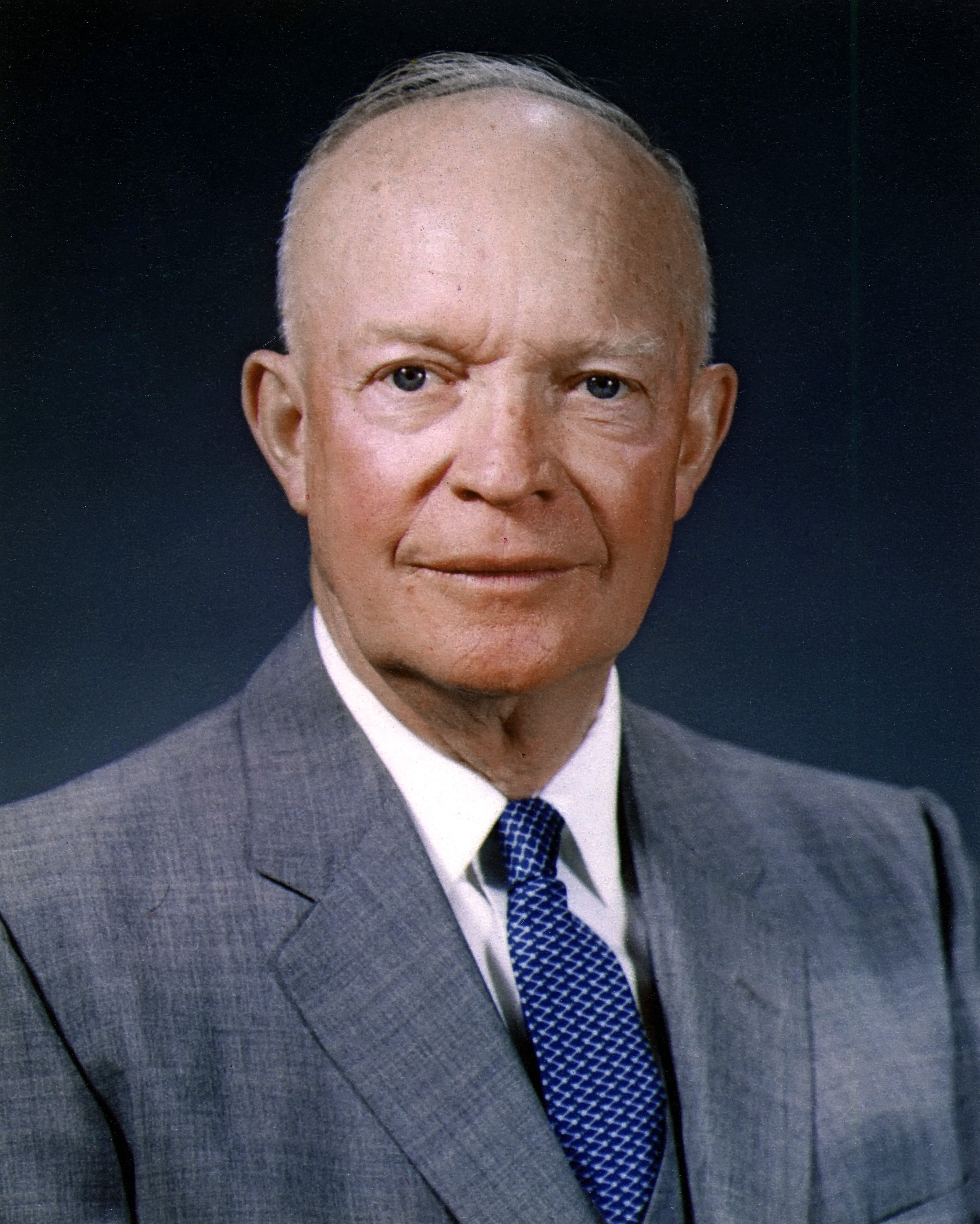
Dwight D. Eisenhower
28 maart

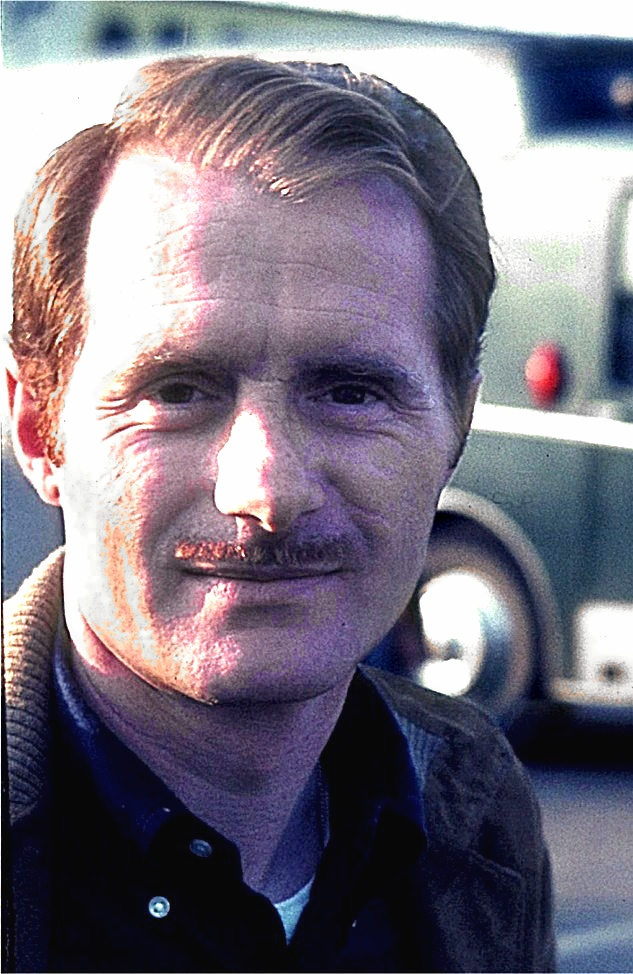
Lucien Bianchi
30 maart

| 1 | 2 | 3 | 4 | 5 | 6 | 7 | 8 | 9 | 10 | 11 | 12 | 13 | 14 | 15 | 16 | 17 | 18 | 19 | 20 | 21 | 22 | 23 | 24 | 25 | 26 | 27 | 28 | 29 | 30 | 31 |
| - | - | - | - | - | - | - | - | - | -- | -- | -- | -- | -- | -- | -- | -- | -- | -- | -- | -- | -- | -- | -- | -- | -- | -- | -- | -- | -- | -- |

### 1 maart
- Jim de Booy (83), Nederlands politicus

### 3 maart
- Fred Alexander (88), Amerikaans tennisser

### 5 maart
- Jo van Gastel (82), Nederlands handboogschutter
- Martin Hindorff (71), Zweeds zeiler
- Dirk Oudes (73), Nederlands kunstschilder

### 6 maart
- Prijono (63), Indonesisch politicus

### 8 maart
- Ralph Canine (73), Amerikaans topfunctionaris
- Hendrik Demoen (73), Belgisch burgemeester
- Alfred Van Neste (95), Belgisch kunstschilder

### 9 maart
- Charles Brackett (76), Amerikaans scenarioschrijver
- Walter Christaller (75), Duits geograaf

### 10 maart
- Fernand Gonder (85), Frans atleet
- Frans Lowyck (74), Belgisch voetballer

### 11 maart
- Edmond Gilliard (93), Zwitsers auteur
- John Wyndham (65), Brits schrijver

### 12 maart
- H.G. de Bont (48), Nederlands schrijver
- Marcel Gazelle (62), Belgisch pianist
- Albert Meijns (88), Nederlands componist
- André Salmon (87), Frans schrijver, dichter en kunstcriticus

### 14 maart
- Alexis Ahlgren (81), Zweeds atleet
- Artur Dubravčić (74), Kroatisch voetballer
- Ernest Piot (78), Belgisch politicus
- Ben Shahn (70), Amerikaans kunstenaar en activist

### 18 maart
- Barbara Bates (43), Amerikaans actrice
- Pieter Cort van der Linden jr. (75), Nederlands burgemeester
- Jan-Albert De Bondt (80), Belgisch architect

### 20 maart
- Henri van de Velde (73), Nederlands kunstenaar

### 22 maart
- Alf Lie (81), Noors turner

### 24 maart
- Renato Cesarini (62), Argentijns voetballer
- Joseph Kasavubu (55), president van Congo

### 25 maart
- Elsie Maréchal (74), Brits-Belgisch verzetsstrijder

### 26 maart
- John Kennedy Toole (31), Amerikaans schrijver
- Freek van Muiswinkel (64), Nederlands econoom

### 28 maart
- Dwight D. Eisenhower (78), president van de Verenigde Staten

### 29 maart
- Frans Westendorp (89), Nederlands werktuigbouwkundig ingenieur

### 30 maart
- Lucien Bianchi (34), Belgisch autocoureur

### 31 maart
- Carlos Francisco (57), Filipijns kunstenaar
- Ambroise Garin (93), Frans-Italiaans wielrenner

## April

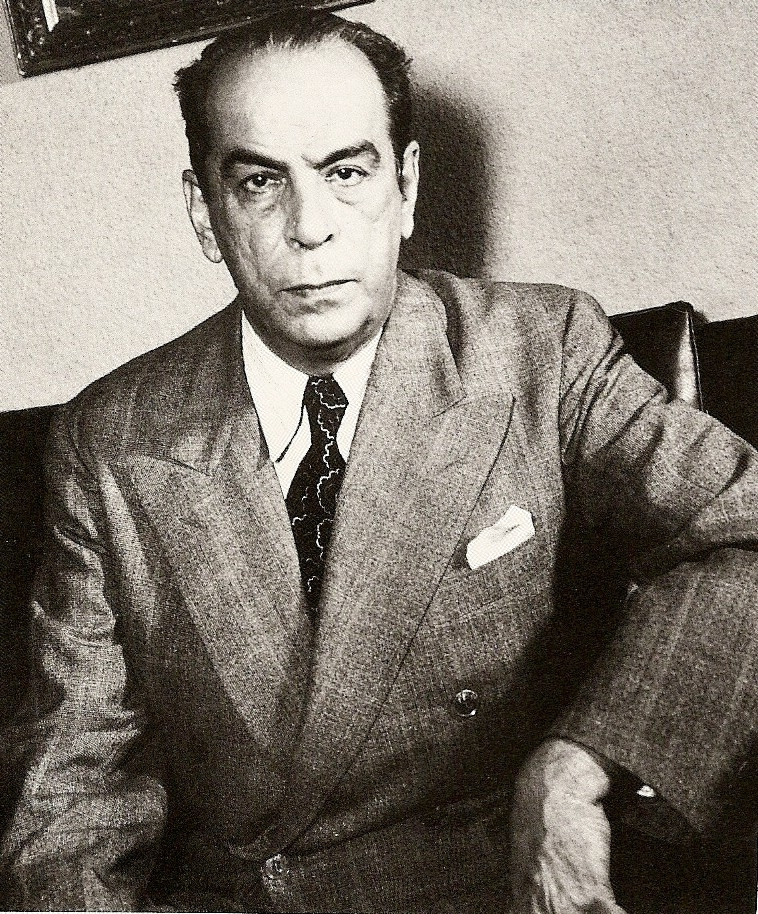
Rómulo Gallegos
4 april

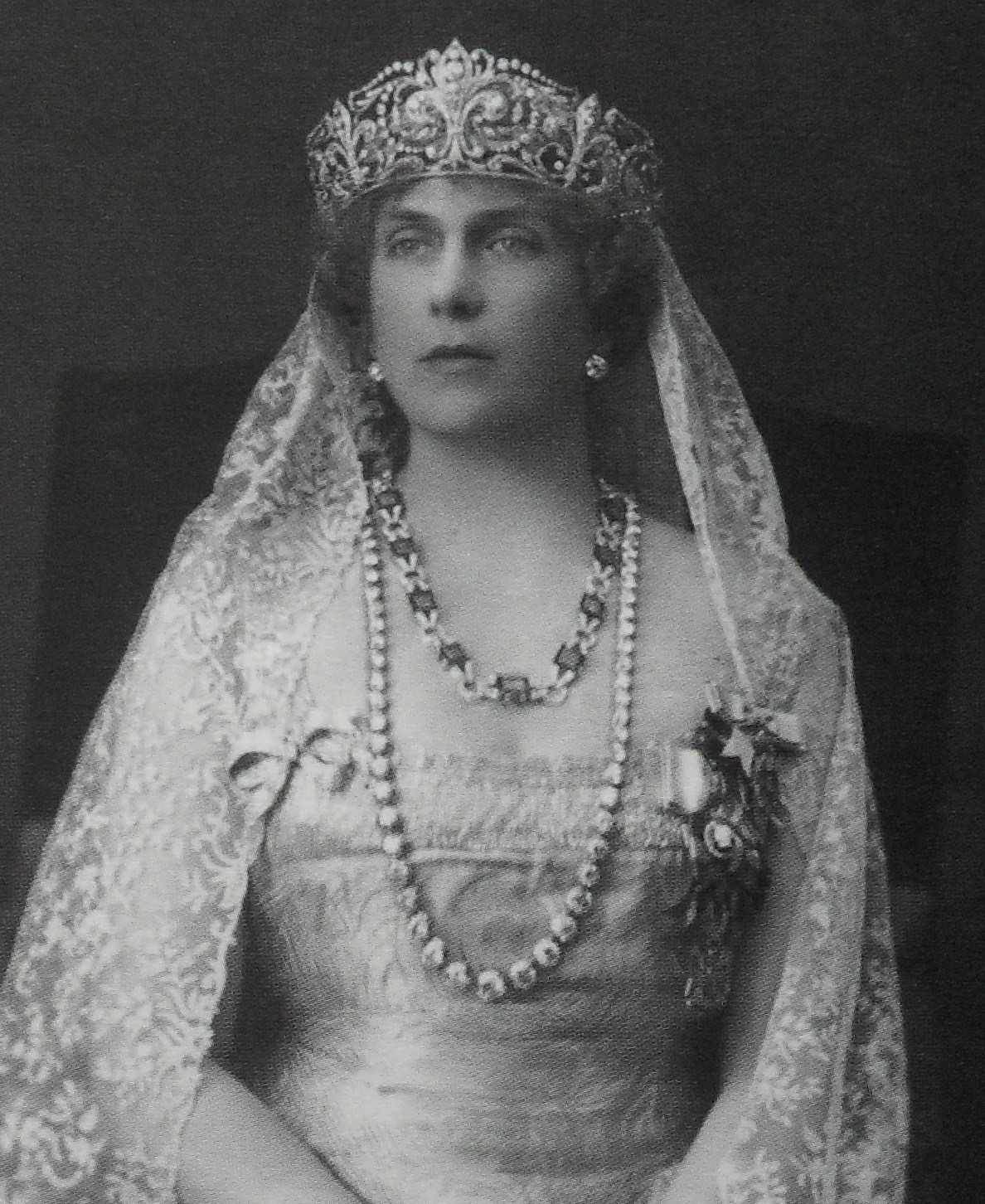
Victoria Eugénie
14 april

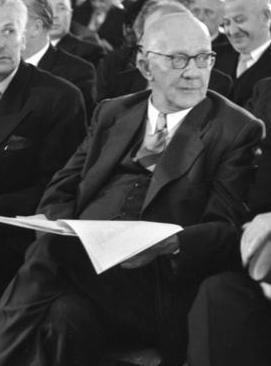
Rudolf Amelunxen
21 april

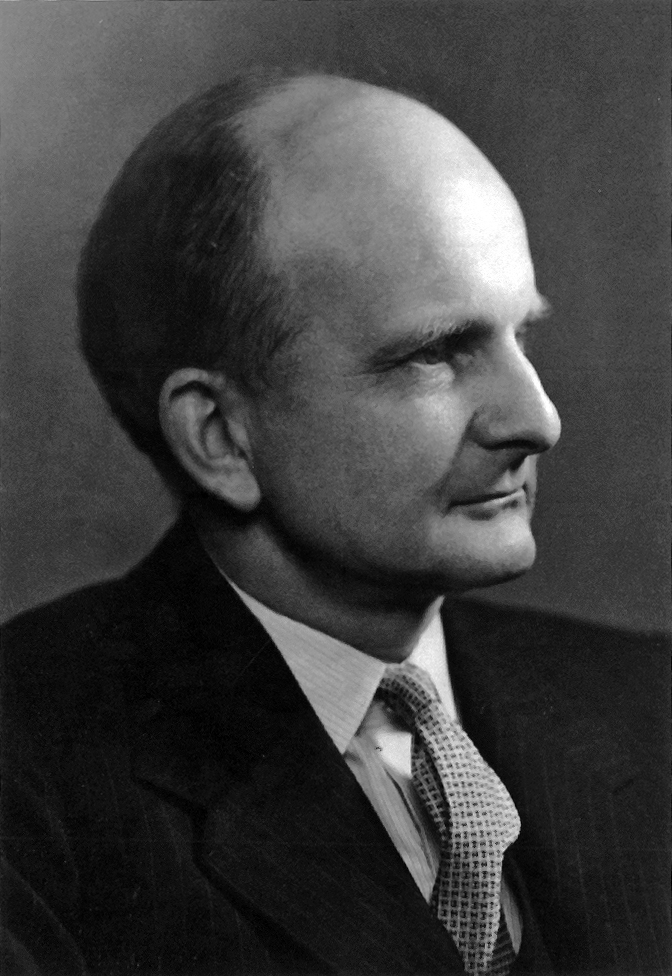
Richard Asher
25 april

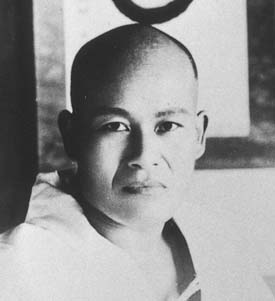
Morihei Ueshiba
26 april

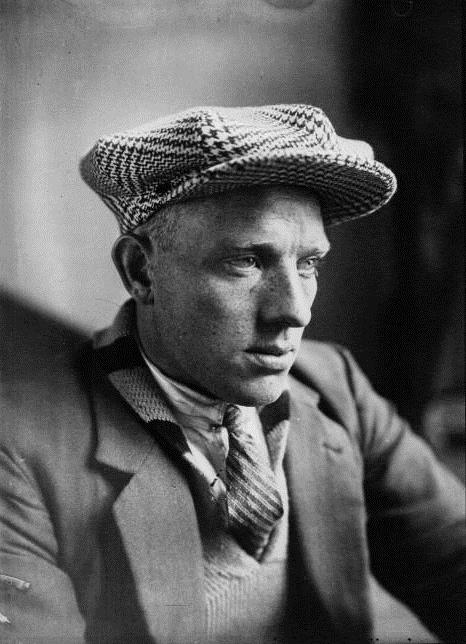
Jef Demuysere
30 april

| 1 | 2 | 3 | 4 | 5 | 6 | 7 | 8 | 9 | 10 | 11 | 12 | 13 | 14 | 15 | 16 | 17 | 18 | 19 | 20 | 21 | 22 | 23 | 24 | 25 | 26 | 27 | 28 | 29 | 30 |
| - | - | - | - | - | - | - | - | - | -- | -- | -- | -- | -- | -- | -- | -- | -- | -- | -- | -- | -- | -- | -- | -- | -- | -- | -- | -- | -- |

### 1 april
- René Lagrou (64), Belgisch oorlogsmisdadiger
- Ernest Witty (88), Spaans-Brits voetballer

### 2 april
- Fortunio Bonanova (74), Spaans baritonzanger en acteur

### 4 april
- Rómulo Gallegos (84), Venezolaans schrijver en politicus

### 5 april
- Gabriel Chevallier (73), Frans schrijver
- Herman Roegiers (82), Belgisch ondernemer en burgemeester
- Hendrik Wiegersma (77), Nederlands arts en kunstenaar

### 7 april
- Jan Pieter Bakker (62), Nederlands geograaf
- Rik Luyten (37), Belgisch wielrenner

### 8 april
- Zinaida Aksentjeva (68), Oekraïens/Sovjet astronoom en geofysicus
- Celly de Rheydt (80), Duitse naaktdanseres

### 11 april
- Ludvig Irgens-Jensen (74), Noors componist

### 12 april
- Horst Hoeck (64), Duits roeier

### 13 april
- Alfred Karindi (67), Estisch componist en organist
- Jose Maria Veloso (82), Filipijns politicus

### 14 april
- Jaap Vogelaar (59), Nederlands burgemeester

### 15 april
- Victoria Eugénie van Battenberg (81), koningin van Spanje

### 16 april
- Maurice Steyaert (71), Belgisch politicus

### 17 april
- August Klawer (86), Nederlands beeldhouwer

### 18 april
- Frederik Willem Steenhuisen (75), Nederlands burgemeester

### 19 april
- Casper Höweler (71), Nederlands musicoloog

### 20 april
- Johannes Petrus Huibers (93), bisschop van Haarlem
- Leen Muller (89), Nederlands ontwerper
- William H. Stahl (59), Amerikaans wetenschapshistoricus

### 21 april
- Rudolf Amelunxen (80), Duits politicus

### 22 april
- Louis Couturier (87), Nederlands violist en musicoloog
- Ro van Oven (83), Nederlands feministe, schrijfster, vertaalster, kunsthistorica en journaliste

### 25 april
- Richard Asher (57), Brits psychiater en publicist

### 26 april
- Morihei Ueshiba (85), Japans vechtkunstenaar

### 27 april
- René Barrientos (49), president van Bolivia

### 28 april
- Johannes Röntgen (70), Nederlands componist

### 29 april
- Julius Katchen (42), Amerikaans pianist
- Wim Roetert (77), Nederlands voetballer

### 30 april
- Jef Demuysere (61), Belgisch wielrenner
- Henry Nuttall (71), Engels voetballer
- Aart Stolk (69), Nederlands kunstenaar

## Mei

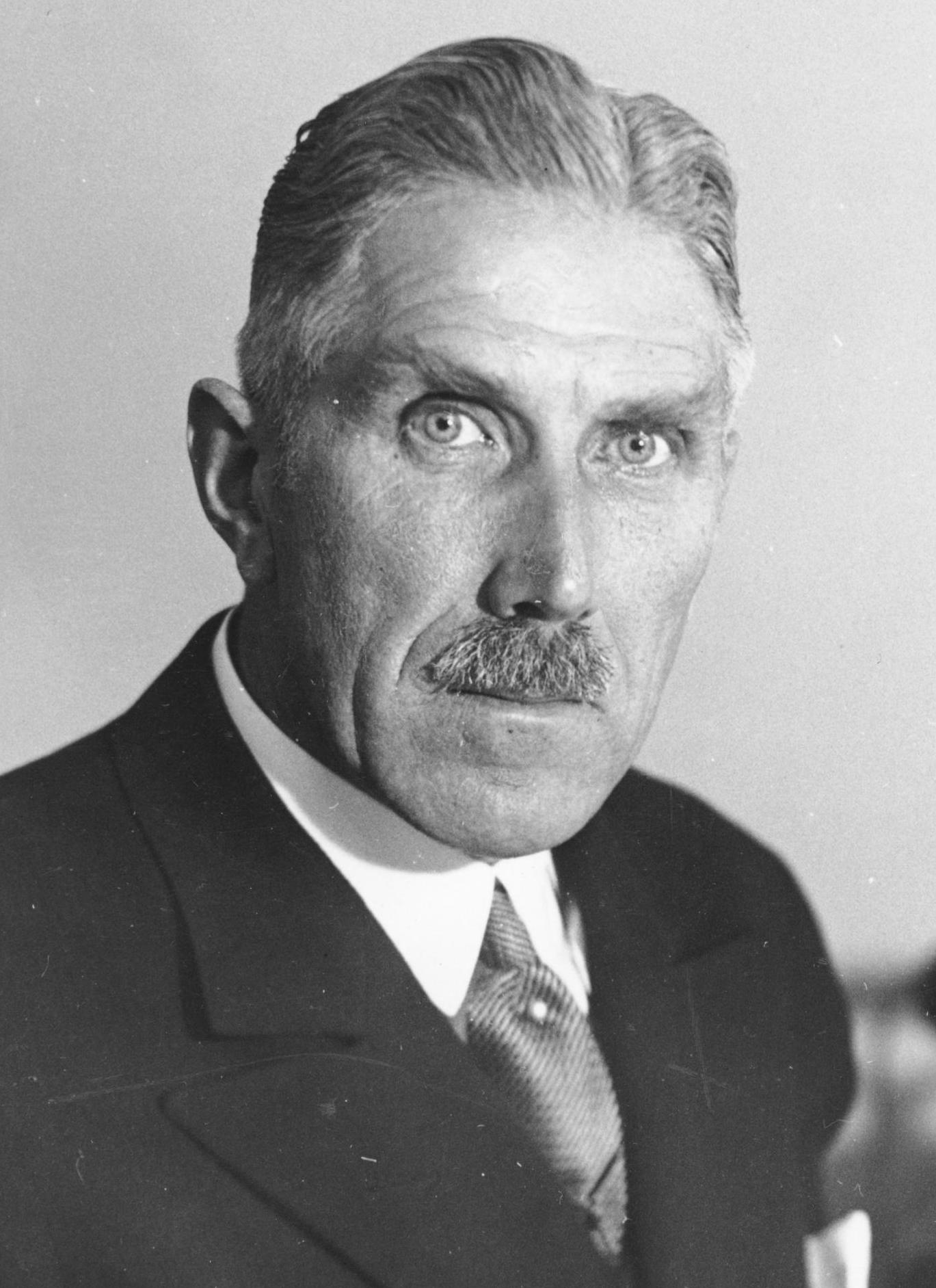
Franz von Papen
2 mei

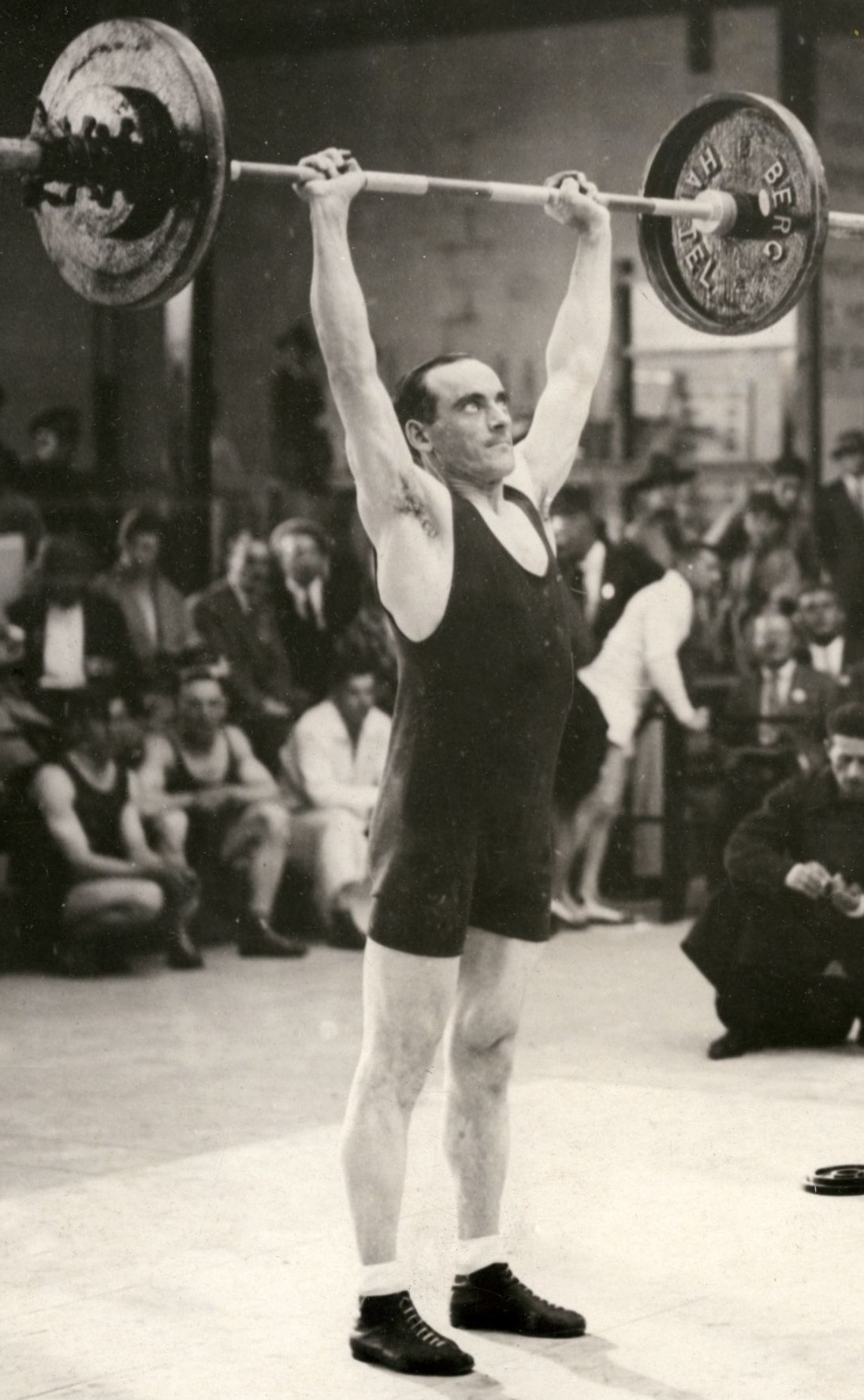
Gerrit Roos
10 mei

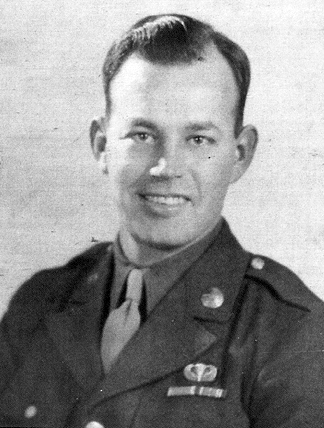
John Steele
14 mei

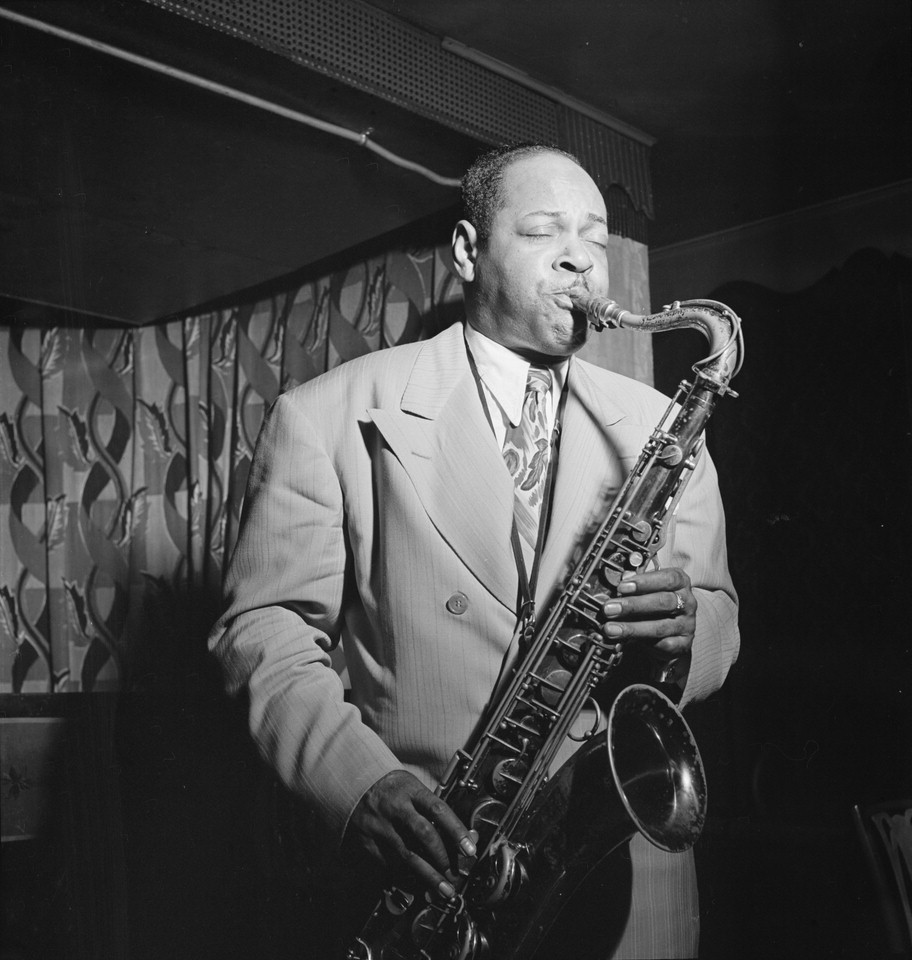
Coleman Hawkins
19 mei

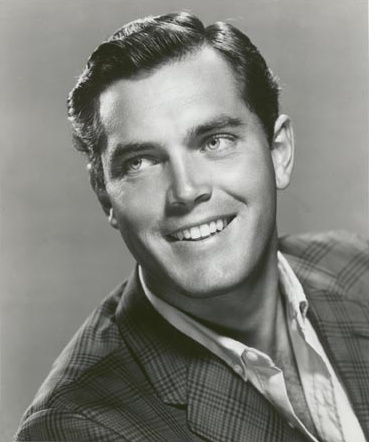
Jeffrey Hunter
27 mei

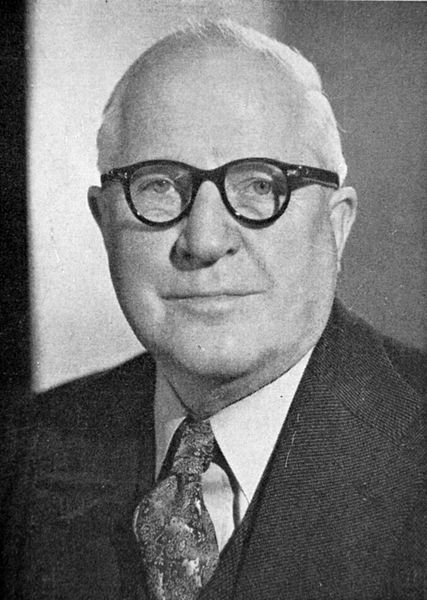
Jozua François Naudé
31 mei

| 1 | 2 | 3 | 4 | 5 | 6 | 7 | 8 | 9 | 10 | 11 | 12 | 13 | 14 | 15 | 16 | 17 | 18 | 19 | 20 | 21 | 22 | 23 | 24 | 25 | 26 | 27 | 28 | 29 | 30 | 31 |
| - | - | - | - | - | - | - | - | - | -- | -- | -- | -- | -- | -- | -- | -- | -- | -- | -- | -- | -- | -- | -- | -- | -- | -- | -- | -- | -- | -- |

### 1 mei
- Hub Pulles (73), Nederlands burgemeester en collaborateur

### 2 mei
- Robert Arthur (59), Amerikaans schrijver
- Franz von Papen (89), Duits politicus

### 3 mei
- Zakir Hussain (72), president van India

### 4 mei
- Marie Bernátková (111), oudste persoon ter wereld

### 8 mei
- Armand Carlsen (63), Noors schaatser
- Remington Kellogg (76), Amerikaanse natuuronderzoeker
- Gijsbertus Vonk (80), Nederlands politicus

### 9 mei
- Lucas Drewes (98), Nederlands architect

### 10 mei
- Gerrit Roos (70), Nederlands gewichtheffer

### 11 mei
- Salomão Barbosa Ferraz (89), Braziliaans geestelijke
- Eric Dorman-Smith (73), Brits militair leider
- Robert Fellows (65), Amerikaans filmproducent
- Aleid Gerhard van Tricht (83), Nederlands militair

### 12 mei
- Willem ten Berge (65), Nederlands dichter
- Martinus Maria Aloysius Antonius Janssen (65), Nederlands politicus

### 13 mei
- Klaas Boot sr. (71), Nederlands turner
- Paul Merker (75), Oost-Duits politicus
- Chris le Roy (85), Nederlands kunstschilder

### 14 mei
- Raymond Louviot (60), Frans wielrenner en ploegleider
- John Steele (56), Amerikaans militair
- Jacques Thubé (86), Frans zeiler

### 15 mei
- Hendrik Teding van Berkhout (89), Nederlands kunstverzamelaar

### 18 mei
- Ludwig Berger (77), Duits filmregisseur en schrijver
- Wiel Mulders (69), Nederlands politicus

### 19 mei
- Coleman Hawkins (64), Amerikaans jazzmuzikant

### 20 mei
- Ralph Peña (42), Amerikaans jazzmusicus

### 21 mei
- William Bakewell (80), Amerikaans ontdekkingsreizer

### 22 mei
- Frans Eduard Farwerck (83), Nederlands collaborateur

### 23 mei
- Peter Alma (83), Nederlands beeldend kunstenaar

### 24 mei
- Hjalmar Cedercrona (85), Zweeds turner

### 26 mei
- Paul Hawkins (31), Australisch autocoureur

### 27 mei
- Jeffrey Hunter (42), Amerikaans acteur

### 29 mei
- Hubert Joseph Boijens (65), Nederlands burgemeester

### 30 mei
- Gaston Brenta (66), Belgische componist en schrijver

### 31 mei
- Pierre Finné (77), Belgisch politicus
- Jim Frater (81), Nederlands kunstenaar
- Jozua François Naudé (80), Zuid-Afrikaans politicus

## Juni

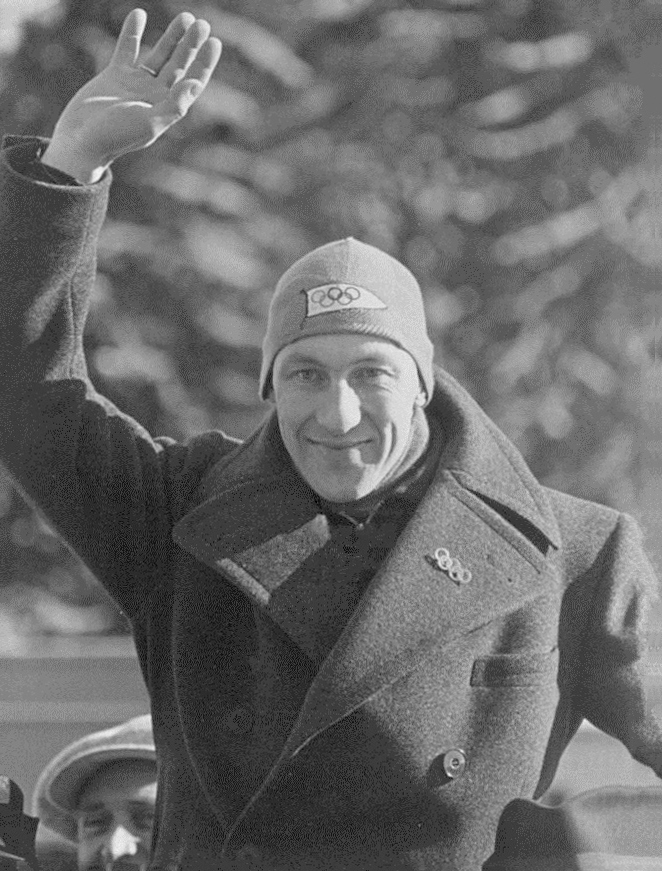
Ivar Ballangrud
1 juni

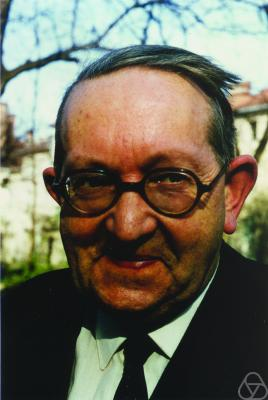
Harold Davenport
9 juni

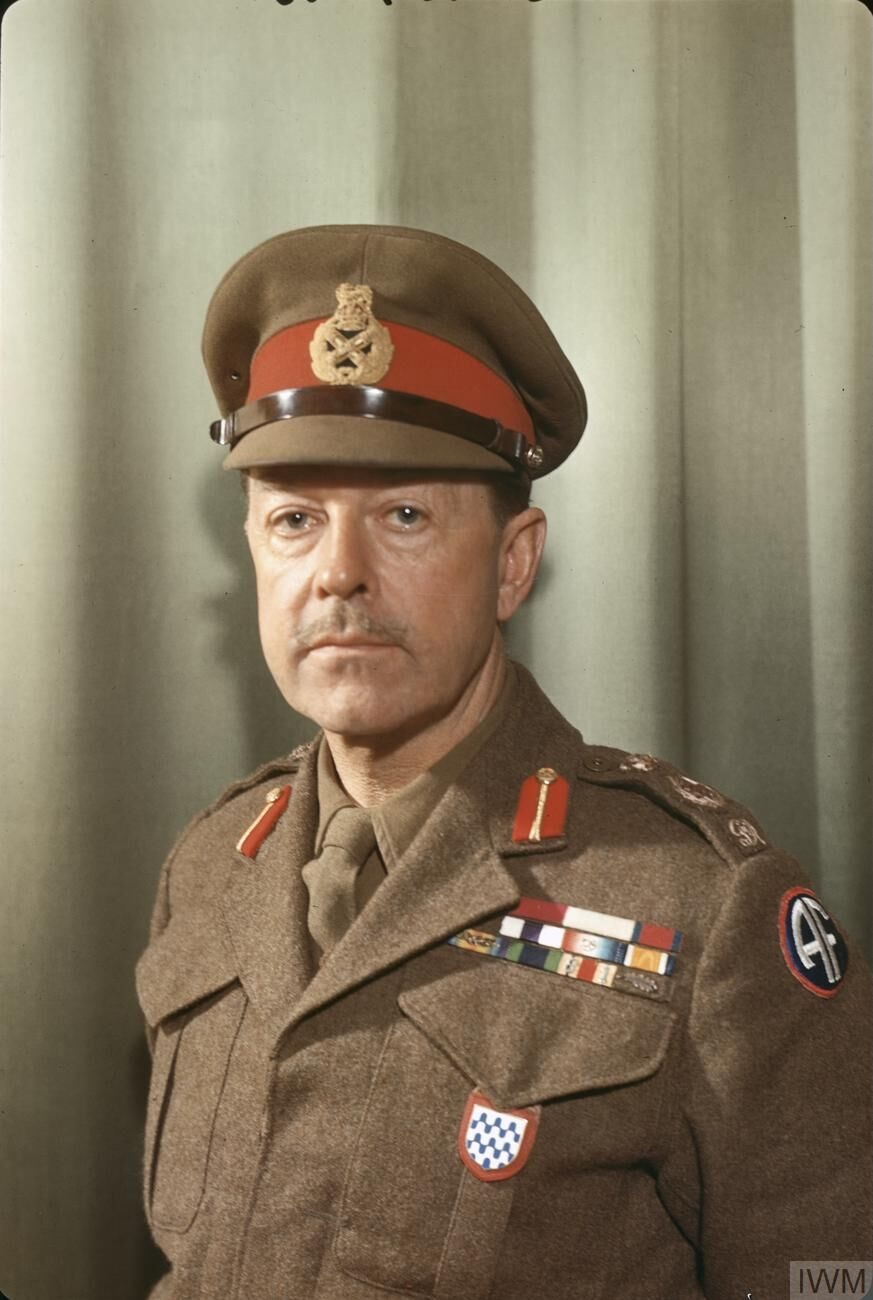
Harold Alexander
16 juni

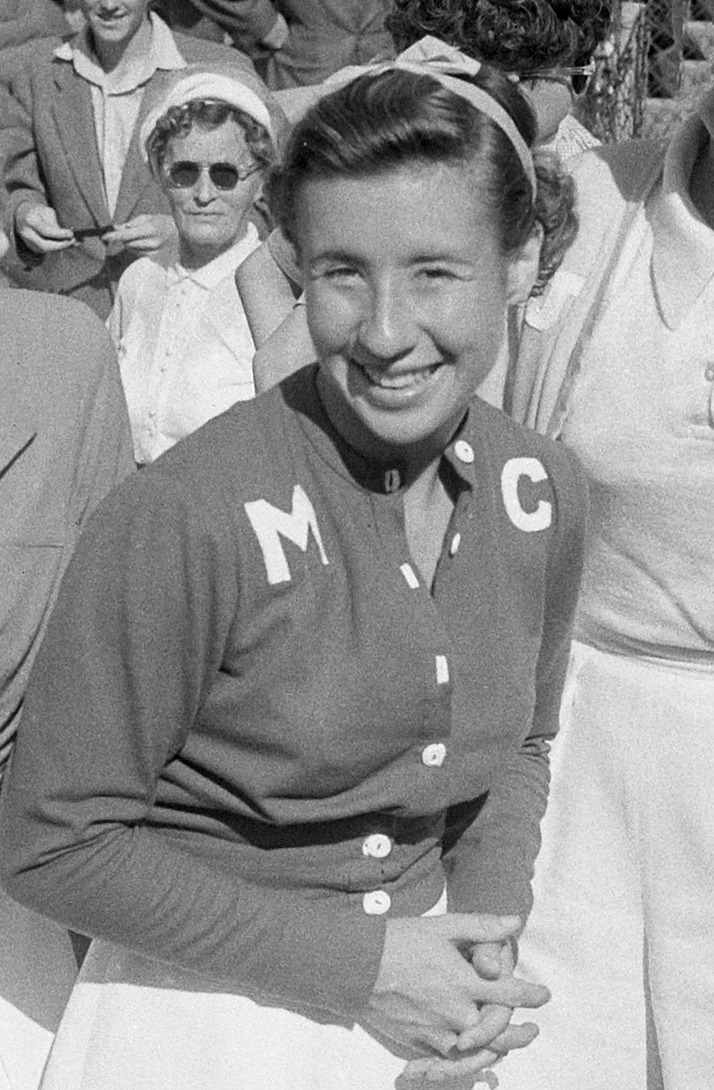
Maureen Connolly
21 juni

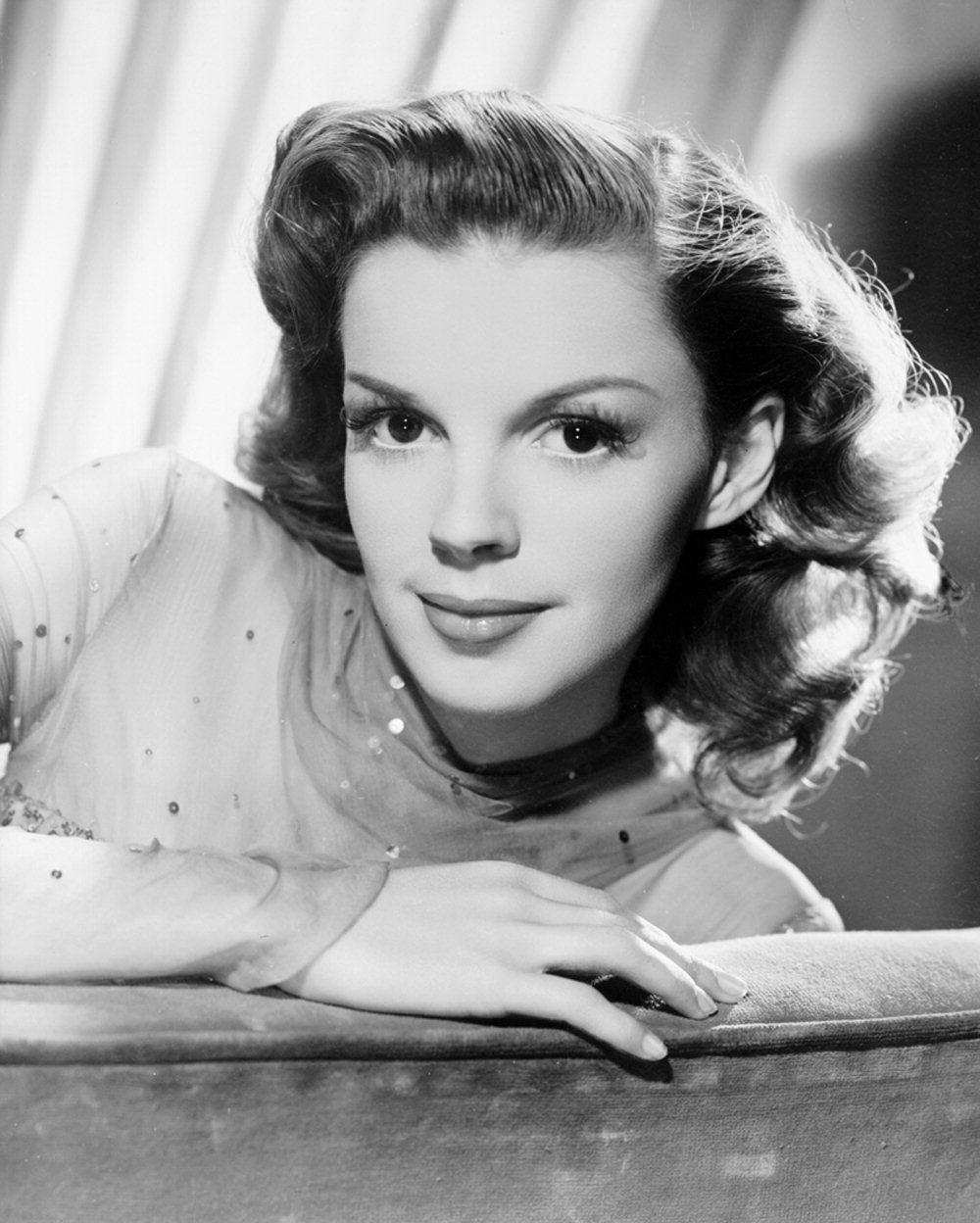
Judy Garland
22 juni

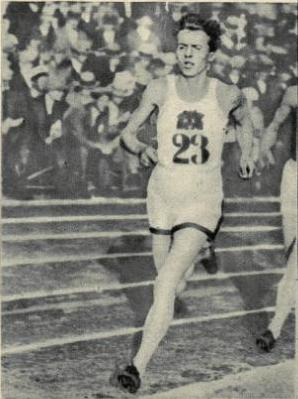
Volmari Iso-Hollo
23 juni

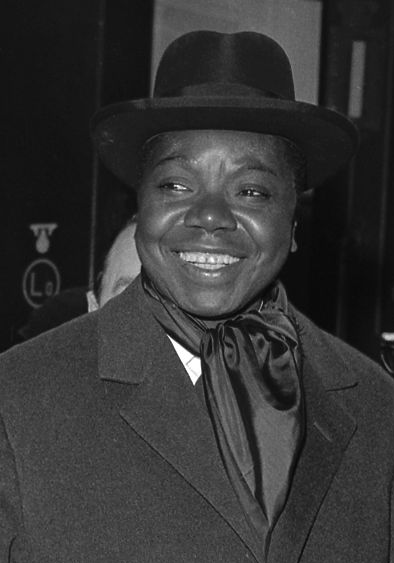
Moïse Tshombe
29 juni

| 1 | 2 | 3 | 4 | 5 | 6 | 7 | 8 | 9 | 10 | 11 | 12 | 13 | 14 | 15 | 16 | 17 | 18 | 19 | 20 | 21 | 22 | 23 | 24 | 25 | 26 | 27 | 28 | 29 | 30 |
| - | - | - | - | - | - | - | - | - | -- | -- | -- | -- | -- | -- | -- | -- | -- | -- | -- | -- | -- | -- | -- | -- | -- | -- | -- | -- | -- |

### 1 juni
- Ivar Ballangrud (65), Noors schaatser
- Stan Brenders (65), Belgisch pianist
- Attilio Degrassi (81), Italiaans epigraficus

### 4 juni
- Carlos A. Madrazo (53), Mexicaans politicus

### 5 juni
- Miles Dempsey (72), Brits militair
- Simeon Toribio (63), Filipijns atleet
- Renaat Veremans (75), Belgisch componist en dirigent

### 8 juni
- Piet van Reenen (60), Nederlands voetballer
- Aleida Schot (68), Nederlands slaviste en vertaalster
- Robert Taylor (57), Amerikaans acteur

### 9 juni
- Harold Davenport (61), Brits wiskundige

### 10 juni
- José Gaos (68), Spaans-Mexicaans filosoof
- Wilbur Harden (44), Amerikaans jazzmusicus

### 11 juni
- Alfons Meier-Böhme (71), Duits componist

### 12 juni
- Aleksandr Dejneka (70), Russisch kunstenaar
- Emmanuel d’Astier de la Vigerie (69), Frans verzetsstrijder en journalist

### 13 juni
- Mesulame Rakuro (37), Fijisch atleet

### 14 juni
- Wynonie Harris (53), Amerikaans zanger

### 15 juni
- Lasse Flagstad (66), Noors pianist en dirigent
- Arturo Michelini (60), Italiaans politicus

### 16 juni
- Harold Alexander (77), Brits militair
- Jan Hanlo (57), Nederlands dichter en schrijver

### 17 juni
- Jozef Bessems (79), Belgisch ondernemer
- Faber Heeresma (30), Nederlands schrijver en kunstschilder

### 18 juni
- Leopold August Nypels (80), Nederlands jurist en tennisser
- Louis M. Alexandre d'Ursel (83), Belgisch diplomaat
- Jerzy Zawieyski (67), Pools schrijver en politicus

### 19 juni
- Gottfried Stucki (76), Zwitsers componist en muziekuitgever

### 20 juni
- Denis Henon (91), Belgisch politicus

### 21 juni
- Maureen Connolly (34), Amerikaans tennisser

### 22 juni
- Judy Garland (47), Amerikaans actrice en zangeres
- Etienne Jacobs (68), Belgisch politicus

### 23 juni
- Volmari Iso-Hollo (62), Fins atleet
- Willy Van Gerven (71), Belgisch politicus

### 24 juni
- Willy Ley (62), Duits-Amerikaans schrijver
- Carlo Queeckers (63), Belgisch filmmaker

### 25 juni
- Jolke Siderius (79), Nederlands burgemeester
- Walter Edmond Clyde Todd (94), Amerikaans ornitholoog

### 26 juni
- C.E. Webber (60), Brits scenarioschrijver

### 29 juni
- Jan Brand (61), Nederlands hockeyspeler
- Christiaan Brosch (91), Nederlands schutter
- Christiaan Theodoor Groothoff (81), Nederlands bestuurder
- Poul Hartmann (91), Deens roeier
- Han König (57), Nederlands acteur en regisseur
- Shorty Long (29), Amerikaans zanger
- Frans Segers (81), Belgisch natuurbeschermer
- Veselin Stojanov (67), Bulgaars componist
- Moïse Tshombe (49), Congolees politicus

### 30 juni
- Georgi Knjazev (82), Sovjet-Russisch archivaris

## Juli

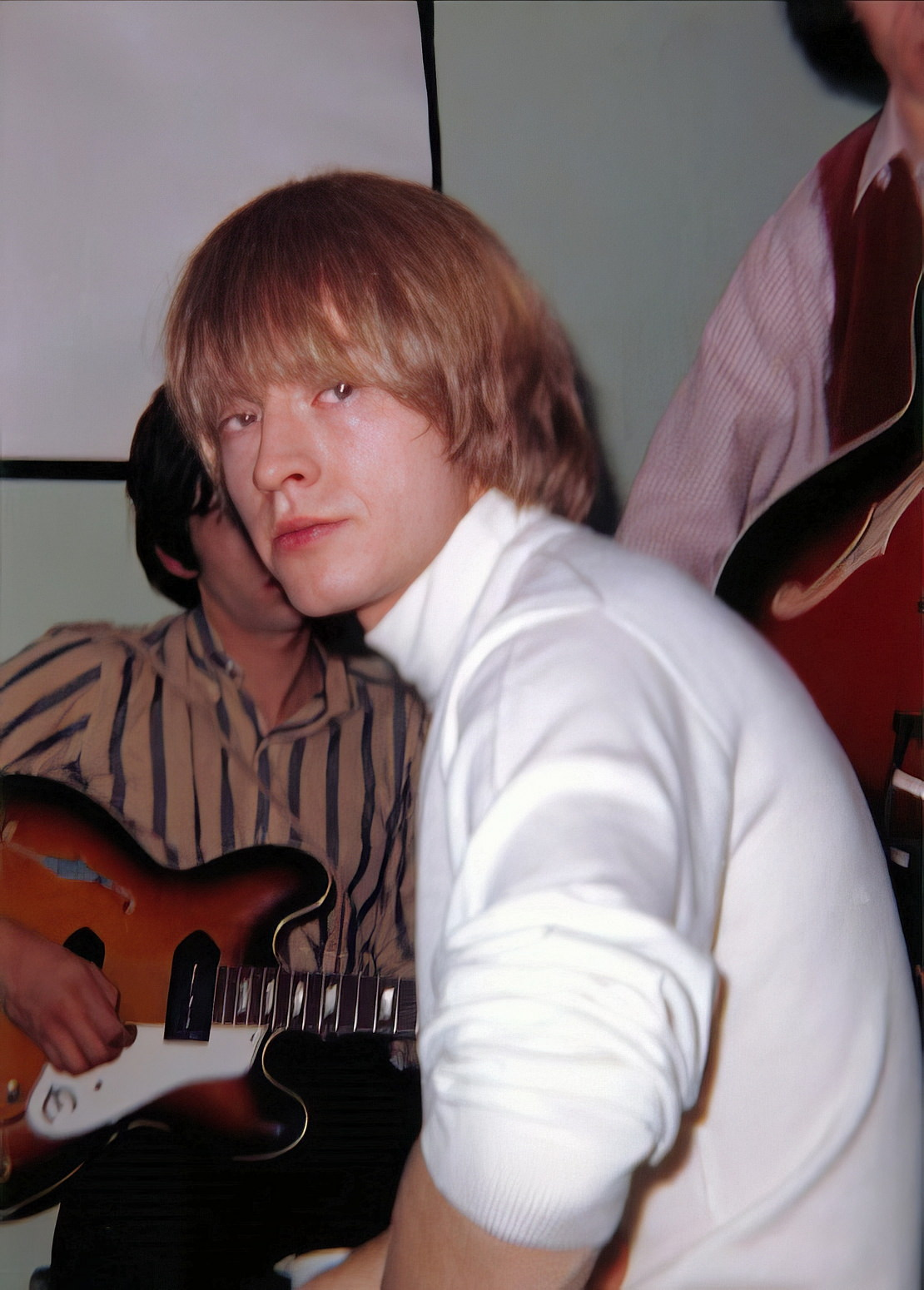
Brian Jones
3 juli

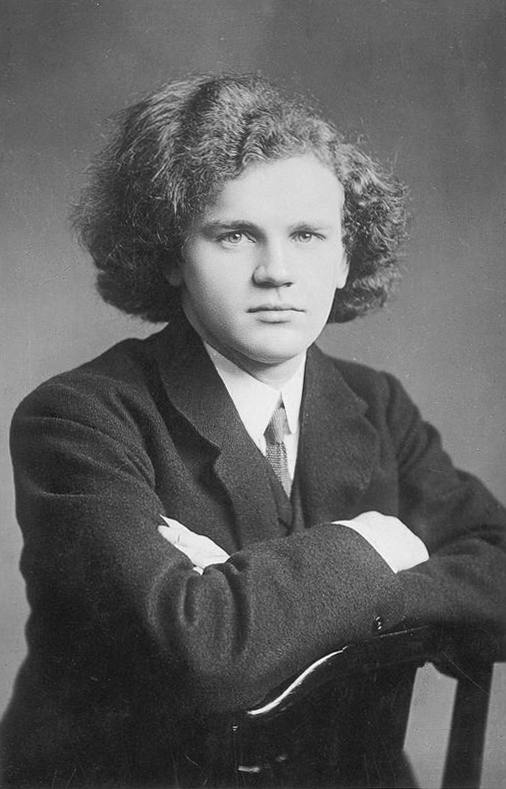
Wilhelm Backhaus
5 juli

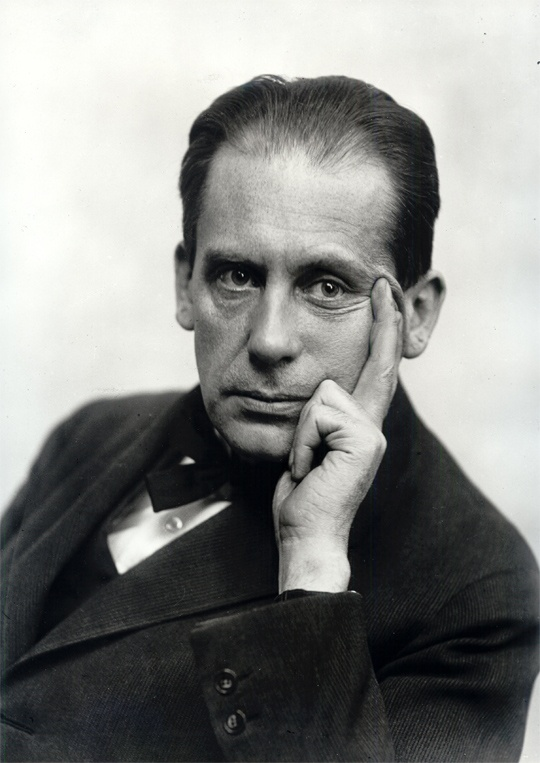
Walter Gropius
5 juli

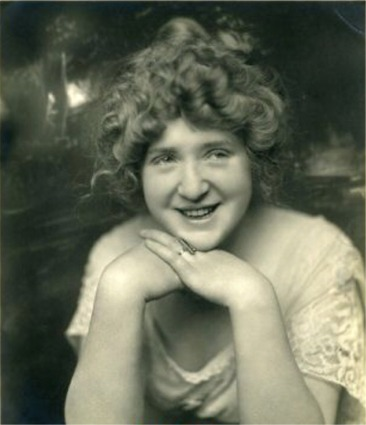
Bess Meredyth
13 juli

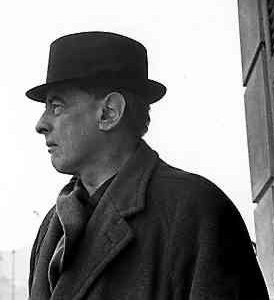
Witold Gombrowicz
24 juli

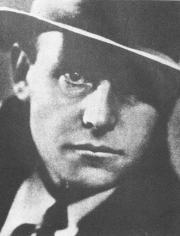
Jacques van Tol
24 juli

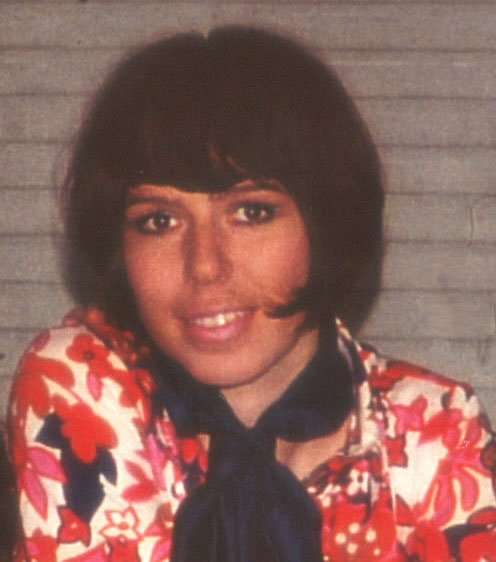
Alexandra
31 juli

| 1 | 2 | 3 | 4 | 5 | 6 | 7 | 8 | 9 | 10 | 11 | 12 | 13 | 14 | 15 | 16 | 17 | 18 | 19 | 20 | 21 | 22 | 23 | 24 | 25 | 26 | 27 | 28 | 29 | 30 | 31 |
| - | - | - | - | - | - | - | - | - | -- | -- | -- | -- | -- | -- | -- | -- | -- | -- | -- | -- | -- | -- | -- | -- | -- | -- | -- | -- | -- | -- |

### 3 juli
- Hermann Grabner (83), Oostenrijks componist
- Brian Jones (27), Brits gitarist
- Jan van Kampen (69), Nederlands atleet

### 4 juli
- Peter Buckley (24), Manx wielrenner
- Henri Decoin (79), Frans regisseur en toneelschrijver
- Georges Ronsse (63), Belgisch wielrenner

### 5 juli
- Wilhelm Backhaus (85), Duits pianist
- Walter Gropius (86), Amerikaans-Duits architect
- Tom Mboya (38), Keniaans politicus
- Leo McCarey (70), Amerikaans regisseur

### 7 juli
- Gustav Adolf Steengracht von Moyland (66), Duits diplomaat
- Anton Sweers (67), Nederlands toneelregisseur

### 9 juli
- Rob de Vries (51), Nederlands acteur
- Tibor Zsitvay (84), Hongaars politicus

### 11 juli
- Jan Coops (75), Nederlands scheikundige

### 12 juli
- Bill Ivy (26), Brits motor- en autocoureur

### 13 juli
- Bess Meredyth (79), Amerikaans scenarioschrijfster en actrice
- A. Louis Scarmolin (78), Italiaans-Amerikaans componist

### 15 juli
- Peter van Eyck (57), Duits-Amerikaans acteur
- Menachem Pinkhof (49), Nederlands verzetsstrijder
- Jan Rotgans (88), Nederlands graficus en ontwerper

### 16 juli
- Philippe la Chapelle (86), Nederlands acteur

### 17 juli
- Thoralf Glad (91), Noors zeiler
- Albert Kummer (76), Nederlands chirurg
- Russell Smith (79), Amerikaans jazzmusicus

### 20 juli
- Roy Hamilton (40), Amerikaans zanger

### 21 juli
- František Boček (34), Tsjechoslowaaks motorcoureur
- Jules Vanhevel (74), Belgisch wielrenner

### 22 juli
- Leopoldo Magenti Chelvi (72), Spaans componist

### 24 juli
- Witold Gombrowicz (64), Pools schrijver
- Marcel van Grunsven (72), Nederlands burgemeester
- Jacques van Tol (71), Nederlands tekstschrijver

### 25 juli
- Otto Dix (78), Duitse schilder en graficus
- Douglas Stuart Moore (75), Amerikaans componist

### 27 juli
- Willem Mengelberg (72), Nederlands glazenier
- Bea Schwarz (71), Nederlands botanicus
- Moisés Solana (33), Mexicaans autocoureur

### 28 juli
- Frank Loesser (59), Amerikaans componist

### 29 juli
- Josef Blösche (57), Duits militair en oorlogsmisdadiger

### 30 juli
- Constantijn van Beieren (48), Duits schrijver en politicus
- Oda Blinder (50), Curaçaos-Nederlandse dichteres
- Everardus Warffemius (83), Nederlands glazenier en kunstschilder

### 31 juli
- Alexandra (27), Duits zangeres
- Ruth Roellig (91), Duits schrijfster

## Augustus

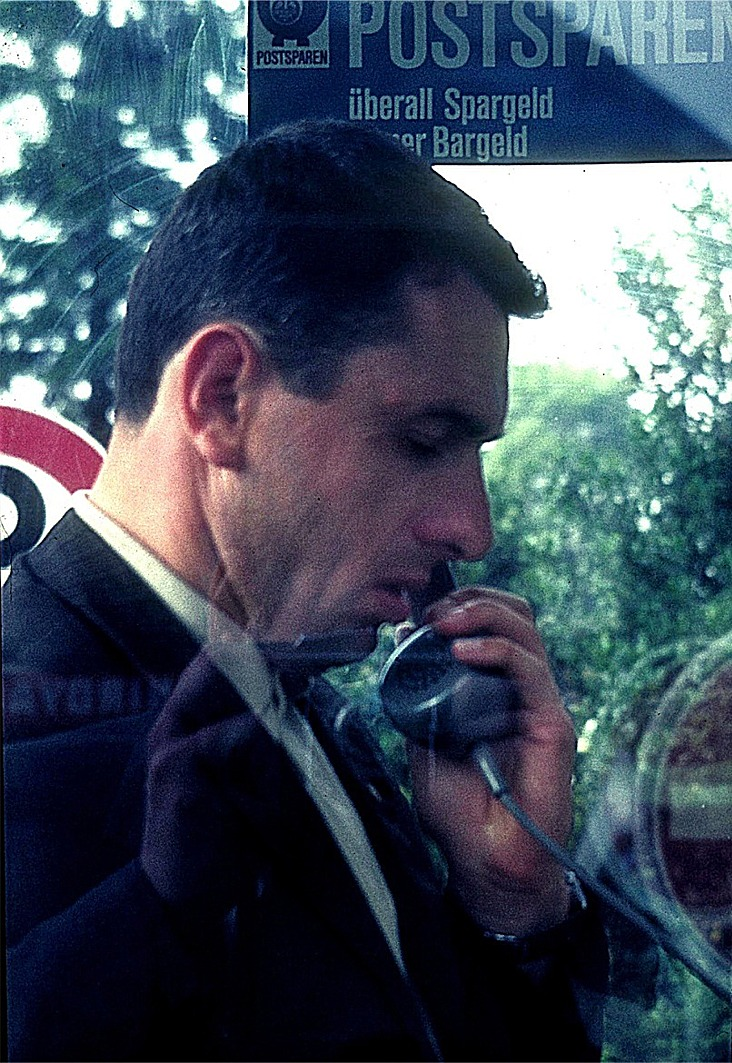
Gerhard Mitter
1 augustus

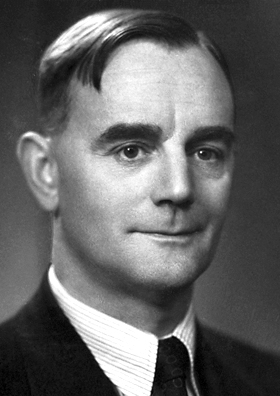
Cecil Powell
9 augustus

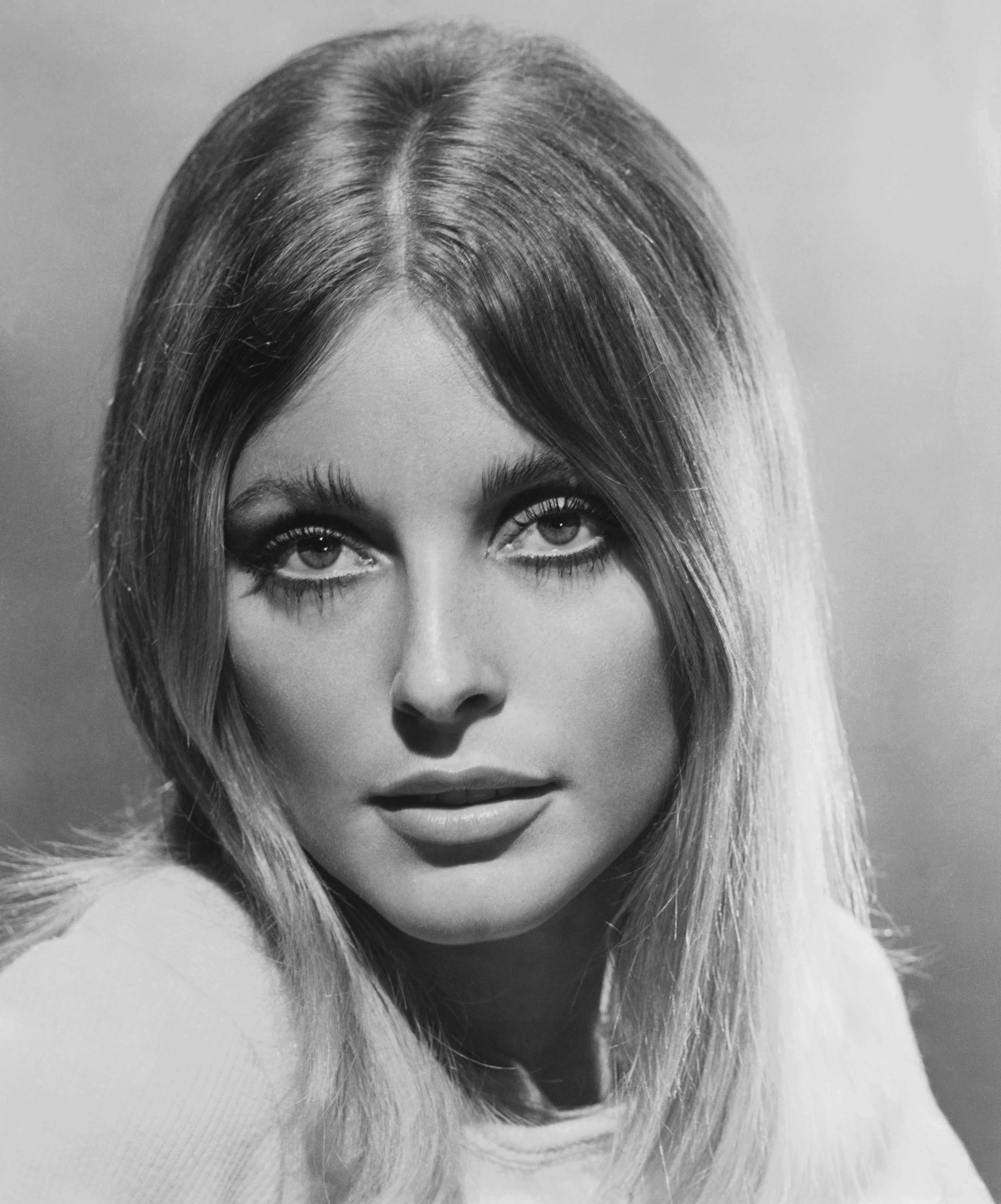
Sharon Tate
9 augustus

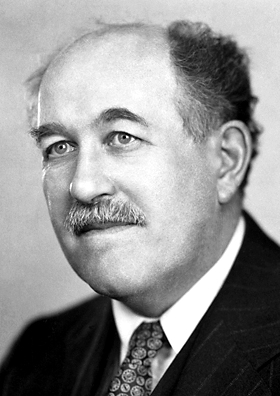
Otto Stern
17 augustus

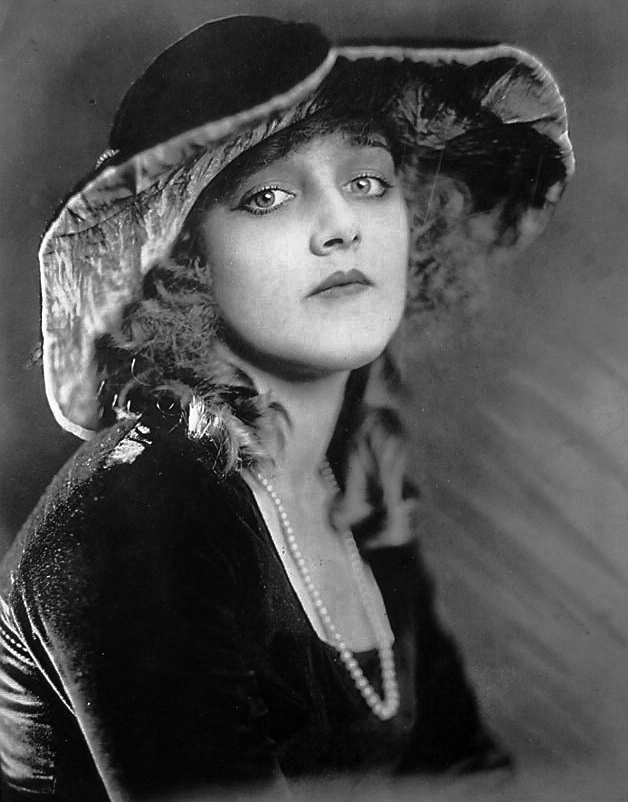
Mildred Davis
18 augustus

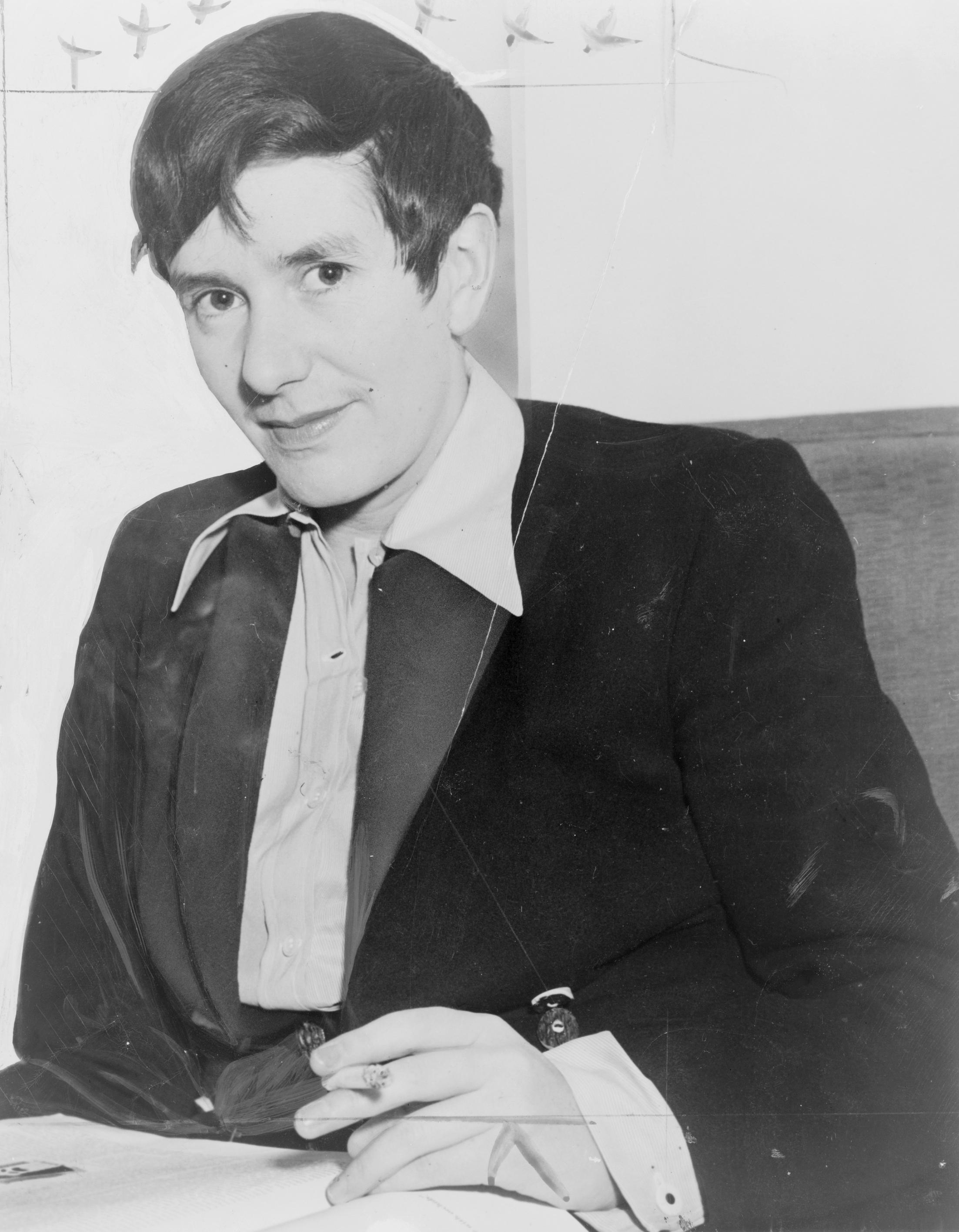
Erika Mann
27 augustus

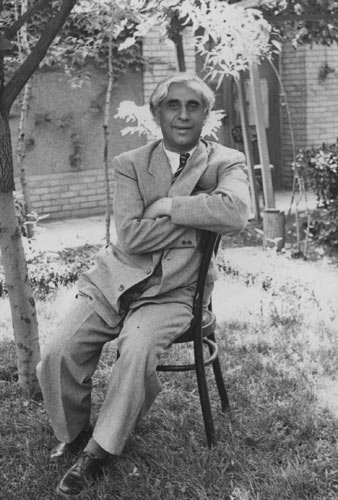
Zia al-Din Tabataba'i
29 augustus

| 1 | 2 | 3 | 4 | 5 | 6 | 7 | 8 | 9 | 10 | 11 | 12 | 13 | 14 | 15 | 16 | 17 | 18 | 19 | 20 | 21 | 22 | 23 | 24 | 25 | 26 | 27 | 28 | 29 | 30 | 31 |
| - | - | - | - | - | - | - | - | - | -- | -- | -- | -- | -- | -- | -- | -- | -- | -- | -- | -- | -- | -- | -- | -- | -- | -- | -- | -- | -- | -- |

### 1 augustus
- Gerhard Mitter (33), Duits autocoureur

### 2 augustus
- Antonius Mathias Johannes Friedrich Michels (79), Nederlands natuurkundige

### 3 augustus
- Gerrit Diepenhorst (80), Nederlands politicus

### 5 augustus
- Adolf Frederik van Mecklenburg-Schwerin (95), Duits koloniaal bestuurder

### 6 augustus
- Theodor Adorno (65), Duits filosoof

### 7 augustus
- Joseph Kosma (63), Frans-Hongaars componist

### 9 augustus
- Cecil Powell (65), Brits natuurkundige
- Sharon Tate (26), Amerikaans actrice

### 10 augustus
- Godefridus Petrus Smis (70), Nederlands schrijver

### 11 augustus
- Fernand Masquelier (83), Belgisch politicus
- Timme Rosenkrantz (58), Deens jazzproducent en radiopresentator

### 12 augustus
- Eberhard van Arenberg (77), lid Belgische adel

### 14 augustus
- Nicolás Fasolino (82), Argentijns kardinaal
- Tony Fruscella (42), Amerikaans jazzmusicus
- Leen Hoogendijk (79), Nederlands waterpolospeler
- Willem van Sonsbeeck (91), Nederlands bestuurder
- Leonard Woolf (88), Brits schrijver

### 15 augustus
- Fritz Francken (76), Belgisch schrijver
- Pieter Ghyssaert (70), Belgisch schrijver en geestelijke
- Roberta Horneman (99), Noors zangeres
- Stijn Streuvels (97), Belgisch schrijver

### 16 augustus
- Mark Bernes (57), Russisch acteur en zanger
- Cor van der Lugt Melsert (87), Nederlands acteur en toneelleider

### 17 augustus
- Kang Tongbi (86), Chinees feministe
- Ludwig Mies van der Rohe (83), Duits-Amerikaans architect en ontwerper
- Otto Stern (81), Duits natuurkundige

### 18 augustus
- Mildred Davis (68), Amerikaans actrice
- Clemens Klotz (83), Duits architect

### 24 augustus
- Jane Wichers (74), Nederlands kunstenaar

### 25 augustus
- Harry Hammond Hess (63), Amerikaans geoloog
- Joseph Mathy (25), Belgisch wielrenner

### 26 augustus
- Alejandro Abadilla (63), Filipijns dichter en schrijver
- Hendrik Beelen (59), Belgisch politicus
- Lau Peters (69), Nederlands architect

### 27 augustus
- Ivy Compton-Burnett (85), Brits schrijfster
- Henri De Page (74), Belgisch jurist
- Ben Korsten (53), Nederlands journalist
- Erika Mann (63), Duits actrice en schrijfster
- François Menichetti (74), Frans componist

### 28 augustus
- Danyel Dirk (22), Belgisch zanger
- Henk Janssen (79), Nederlands touwtrekker

### 29 augustus
- Vital Henskens (72), Belgisch politicus
- Zia al-Din Tabataba'i (80), Iraans journalist en politicus

### 30 augustus
- Rijk van Loenen (76), Nederlands verzetsstrijder
- José Samyn (23), Frans wielrenner

### 31 augustus
- Rocky Marciano (45), Amerikaans bokser

## September

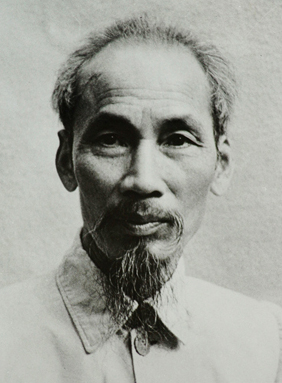
Hồ Chí Minh
2 september

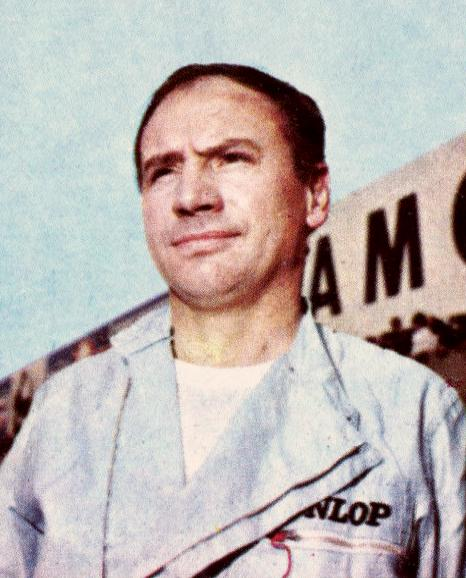
Willy Mairesse
2 september

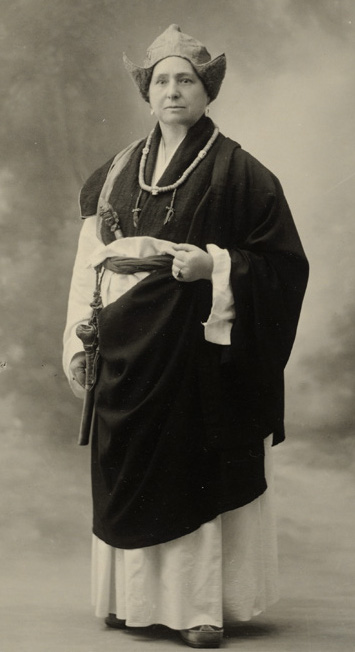
Alexandra David-Néel
8 september

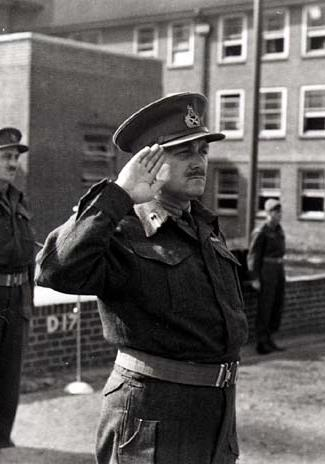
Charles Foulkes
12 september

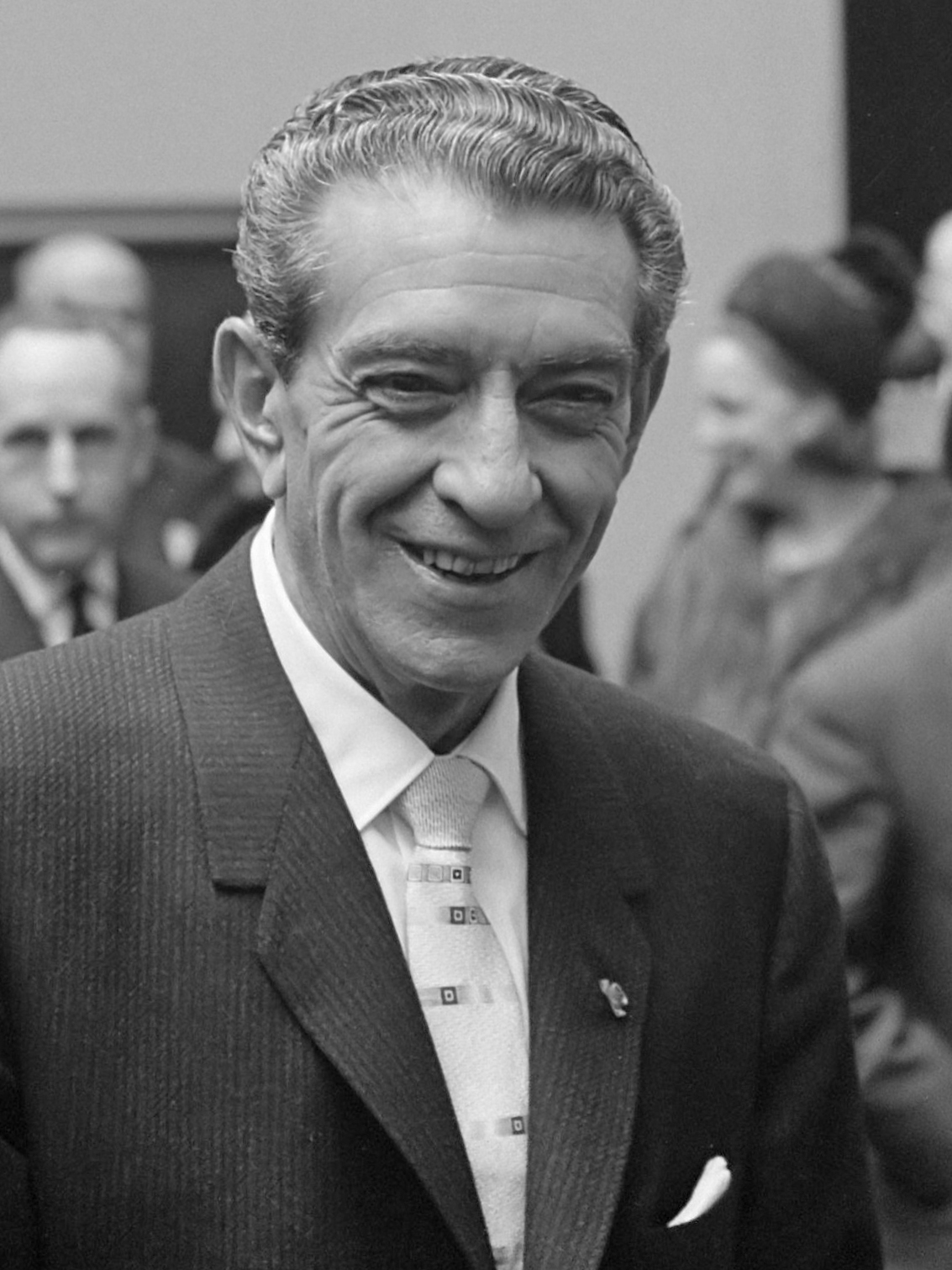
Adolfo López Mateos
22 september

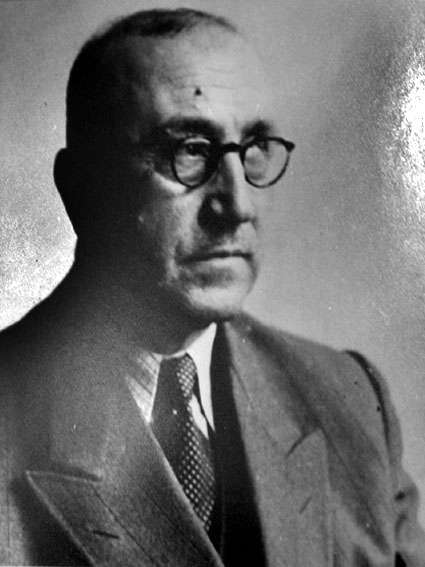
Kimon Georgiev
28 september

| 1 | 2 | 3 | 4 | 5 | 6 | 7 | 8 | 9 | 10 | 11 | 12 | 13 | 14 | 15 | 16 | 17 | 18 | 19 | 20 | 21 | 22 | 23 | 24 | 25 | 26 | 27 | 28 | 29 | 30 |
| - | - | - | - | - | - | - | - | - | -- | -- | -- | -- | -- | -- | -- | -- | -- | -- | -- | -- | -- | -- | -- | -- | -- | -- | -- | -- | -- |

### 2 september
- Hồ Chí Minh (79), Vietnamees revolutionair en politicus
- Philip ten Klooster (60), Nederlandse beeldhouwer en tekenaar
- Willy Mairesse (40), Belgisch autocoureur
- Sue Williams (23), Amerikaans actrice en model

### 4 september
- Marcel Riesz (82), Hongaars wiskundige

### 5 september
- Henk Bijvanck (59), Nederlands componist
- Jan Bontjes van Beek (70), Duits beeldend kunstenaar

### 6 september
- Koenraad van Beieren (85), Beierse prins
- Arthur Friedenreich (77), Braziliaans voetballer

### 7 september
- Fred Carasso (70), Nederlands beeldhouwer

### 8 september
- Bud Collyer (61), Amerikaans acteur
- Alexandra David-Néel (100), Frans-Belgisch ontdekkingsreiziger en schrijfster
- Julius Mertens (70), Belgisch politicus

### 9 september
- Petrus Bernardus Bisselink (88), Nederlands componist
- Fernand Wambst (56), Frans wielrenner

### 11 september
- Frans Goes (74), Belgisch politicus

### 12 september
- Charles Foulkes (66), Canadees militair

### 13 september
- Bert Courtley (40), Brits jazzmuzikant

### 14 september
- Manuella Kalili (56), Amerikaans zwemmer
- Edvard Frants Röntgen (67), Nederlands cellist

### 17 september
- Giovanni Urbani (69), Italiaans kardinaal

### 18 september
- Sammy Penn (67), Amerikaans jazzmusicus

### 19 september
- Bert Bakker (57), Nederlands schrijver en uitgever
- Harold MacMichael (86), Brits koloniaal bestuurder

### 21 september
- Antoine Léonard (82), Belgisch politicus

### 22 september
- Herman Broekman (75), Nederlands Engelandvaarder
- Adolfo López Mateos (60), president van Mexico
- Aleksandras Stulginskis (84), Litouws politicus

### 23 september
- Johan van Eikeren (69), Nederlands typograaf

### 24 september
- Warren S. McCulloch (70), Amerikaans neurofysioloog

### 25 september
- Paul Scherrer (79), Zwitsers natuurkundige

### 27 september
- Eugène Gaspard Marin (85), Belgisch kunstenaar en typograaf
- Nicolas Grunitzky (56), Togolees staatsman
- Vilmos Halpern (59), Hongaars voetbaltrainer

### 28 september
- Kimon Georgiev (87), Bulgaars politicus en militair
- J.A. Meijers (72), Nederlands taalkundige

### 30 september
- Frederic Bartlett (82), Brits psycholoog

## Oktober

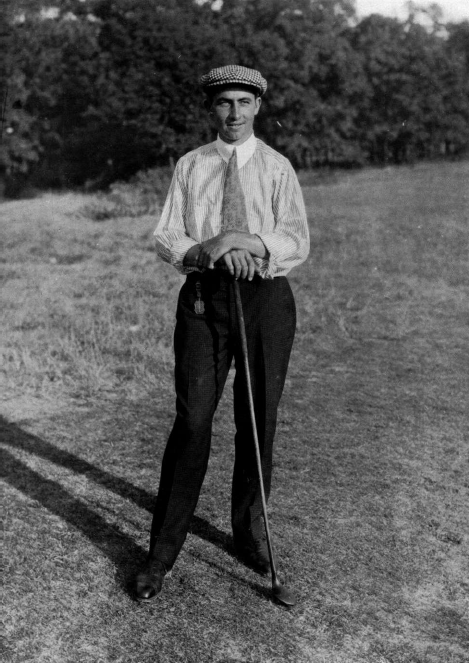
Walter Hagen
6 oktober

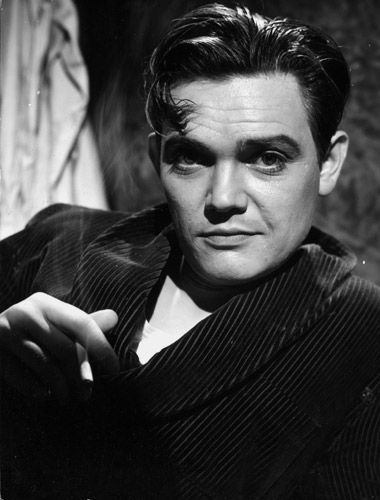
Lars Ekborg
7 oktober

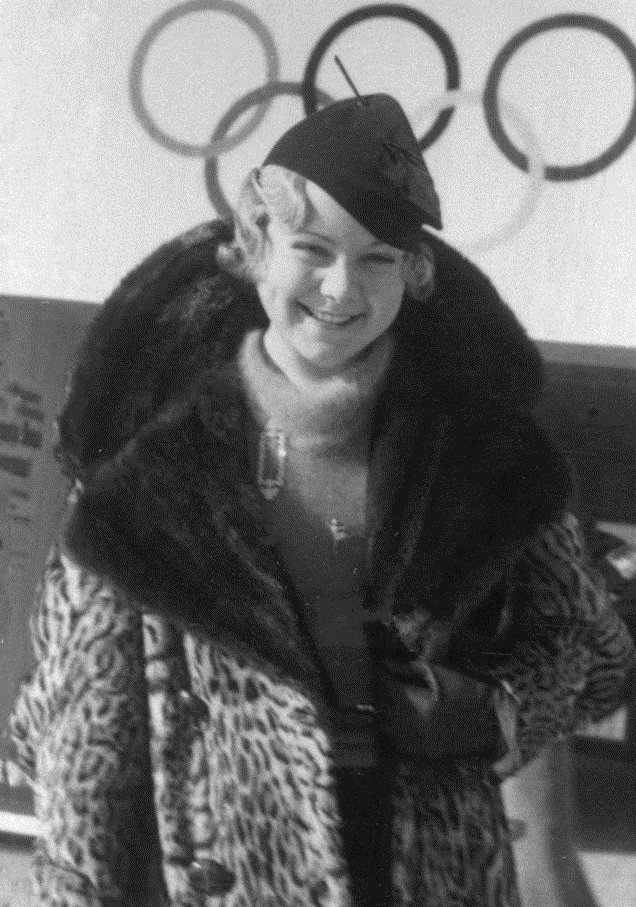
Sonja Henie
12 oktober

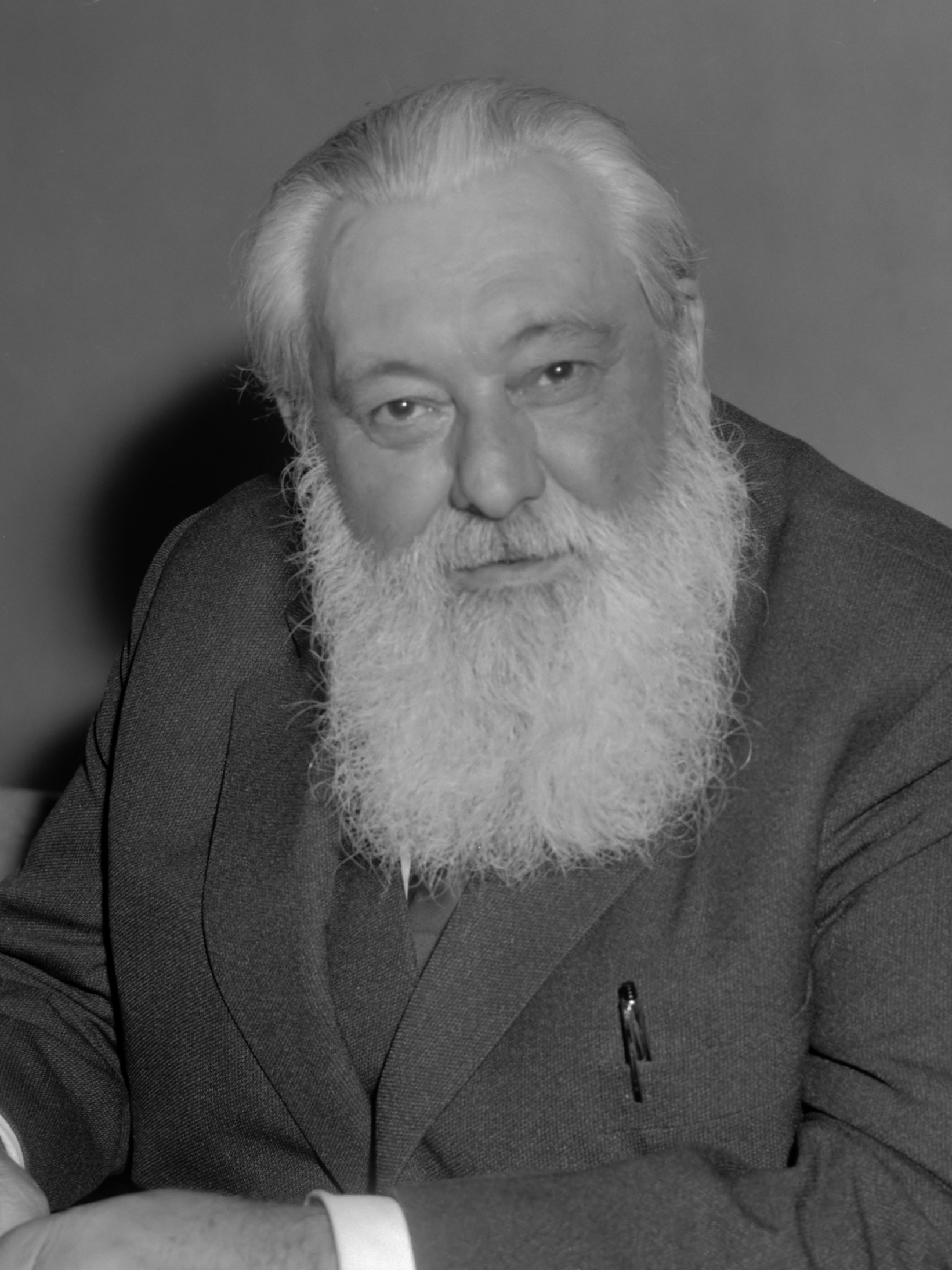
Frans Hemerijckx
14 oktober

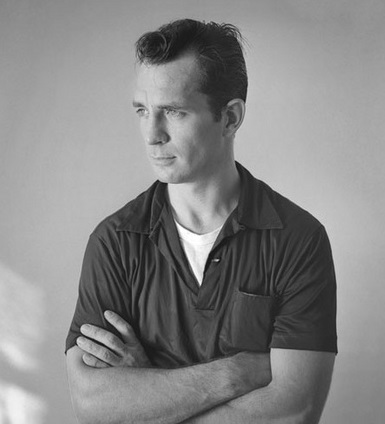
Jack Kerouac
21 oktober

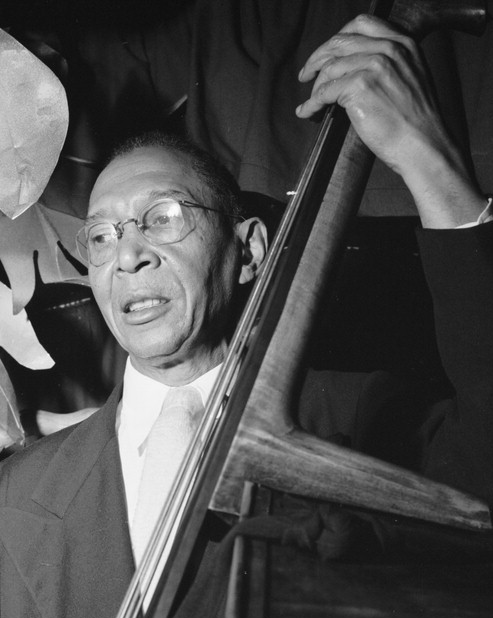
Pops Foster
30 oktober

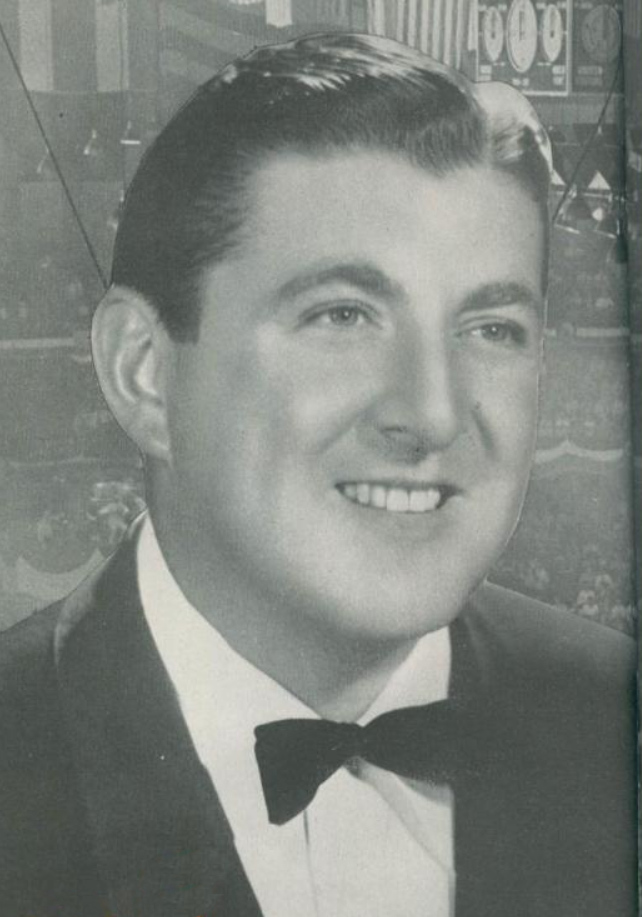
Tony Pastor
31 oktober

| 1 | 2 | 3 | 4 | 5 | 6 | 7 | 8 | 9 | 10 | 11 | 12 | 13 | 14 | 15 | 16 | 17 | 18 | 19 | 20 | 21 | 22 | 23 | 24 | 25 | 26 | 27 | 28 | 29 | 30 | 31 |
| - | - | - | - | - | - | - | - | - | -- | -- | -- | -- | -- | -- | -- | -- | -- | -- | -- | -- | -- | -- | -- | -- | -- | -- | -- | -- | -- | -- |

### 2 oktober
- Katharine Susannah Prichard (85), Australisch schrijfster

### 3 oktober
- Charles Burnell (93), Brits roeier
- Skip James (67), Amerikaans bluesmuzikant

### 4 oktober
- Léon Brillouin (80), Frans natuurkundige
- Paul Remouchamps (83), Belgisch atleet en voetballer

### 6 oktober
- Lando van den Berg (56), Nederlands priester en kunstenaar
- Jan Willem Duyff (62), Nederlands medicus en verzetsstrijder
- Walter Hagen (76), Amerikaans golfer

### 7 oktober
- Lars Ekborg (43), Zweeds acteur
- Ture Nerman (83) Zweeds journalist en politicus
- Wim van Nuland (47), Nederlands publicist
- Léon Scieur (81), Belgisch wielrenner
- Nils Voss (83), Noors turner

### 10 oktober
- Gilbert Vinter (60), Brits componist

### 11 oktober
- Enrique Ballestrero (64), Uruguayaans voetballer
- Paul Van Oye (83), Belgisch bioloog

### 12 oktober
- Sonja Henie (57), Noors kunstschaatsster
- Serge Poliakoff (69), Frans kunstschilder
- Veli Saarinen (67), Fins langlaufer
- Juho Saaristo (78), Fins speerwerper

### 13 oktober
- Aloysius Diepstraten (42), Nederlands burgemeester
- Helene Wessel (72), Duits politica

### 14 oktober
- Frans Hemerijckx (67), Belgisch arts
- William McKinney (74), Amerikaans jazzmuzikant

### 15 oktober
- Paul Hendrickx (63), Belgisch politicus
- Márton Homonnai (63), Hongaars waterpolospeler

### 16 oktober
- Leonard Chess (52), Amerikaans muziekproducent
- Theodora (63), prinses van Griekenland en Denemarken

### 17 oktober
- Georg Stahl (61), Duits componist

### 19 oktober
- Carlos Loontiens (77), Belgisch museumdirecteur
- Booker Pittman (60), Amerikaans jazzmuzikant

### 21 oktober
- Jack Kerouac (47), Amerikaans schrijver
- Wacław Sierpiński (87), Pools wiskundige

### 26 oktober
- Gustav Seitz (63), Duits beeldend kunstenaar
- Cyril Slater (72), Canadees ijshockeyspeler

### 27 oktober
- Eric Maschwitz (68), Brits auteur, componist, dramaticus en scenarist
- Ro Mogendorff (62), Nederlands kunstschilder

### 28 oktober
- Kornej Tsjoekovski (87), Russisch schrijver

### 29 oktober
- Cecilia Cuțescu-Storck (90), Roemeens kunstschilderes
- William Sholto Douglas (75), Brits militair
- Antony Kok (87), Nederlands schrijver en dichter
- Jacques Wittebol (76), Nederlands biljarter

### 30 oktober
- Pops Foster (77), Amerikaans jazzmuzikant
- Rodolphe Hoornaert (83), Belgisch geestelijke
- Tony Sbarbaro (72), Amerikaans componist

### 31 oktober
- Tony Pastor (62), Amerikaans bigbandleider

## November

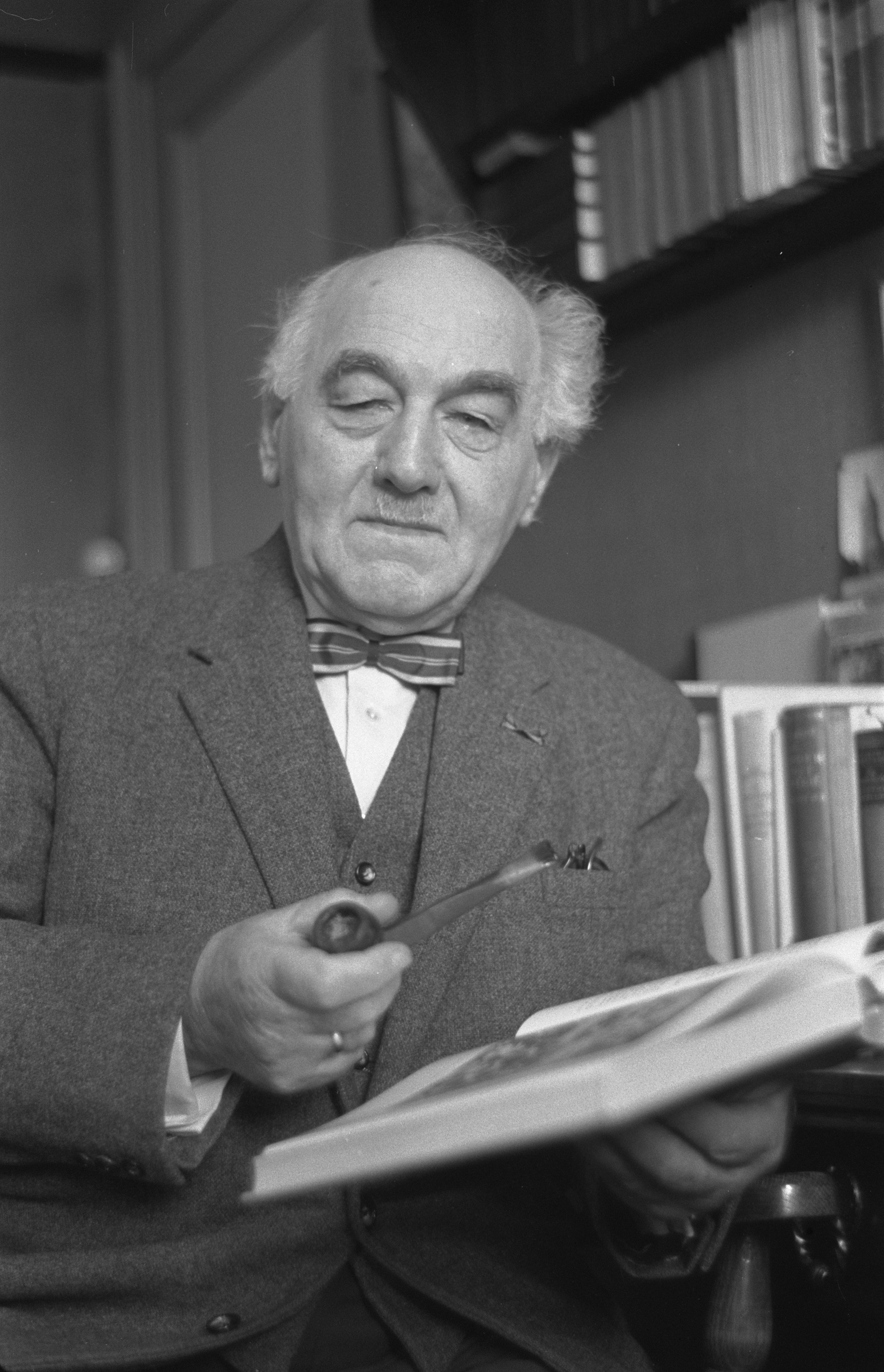
Jos de Klerk
5 november

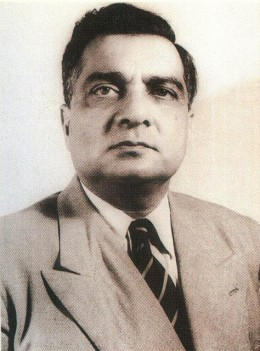
Iskandar Mirza
12 november

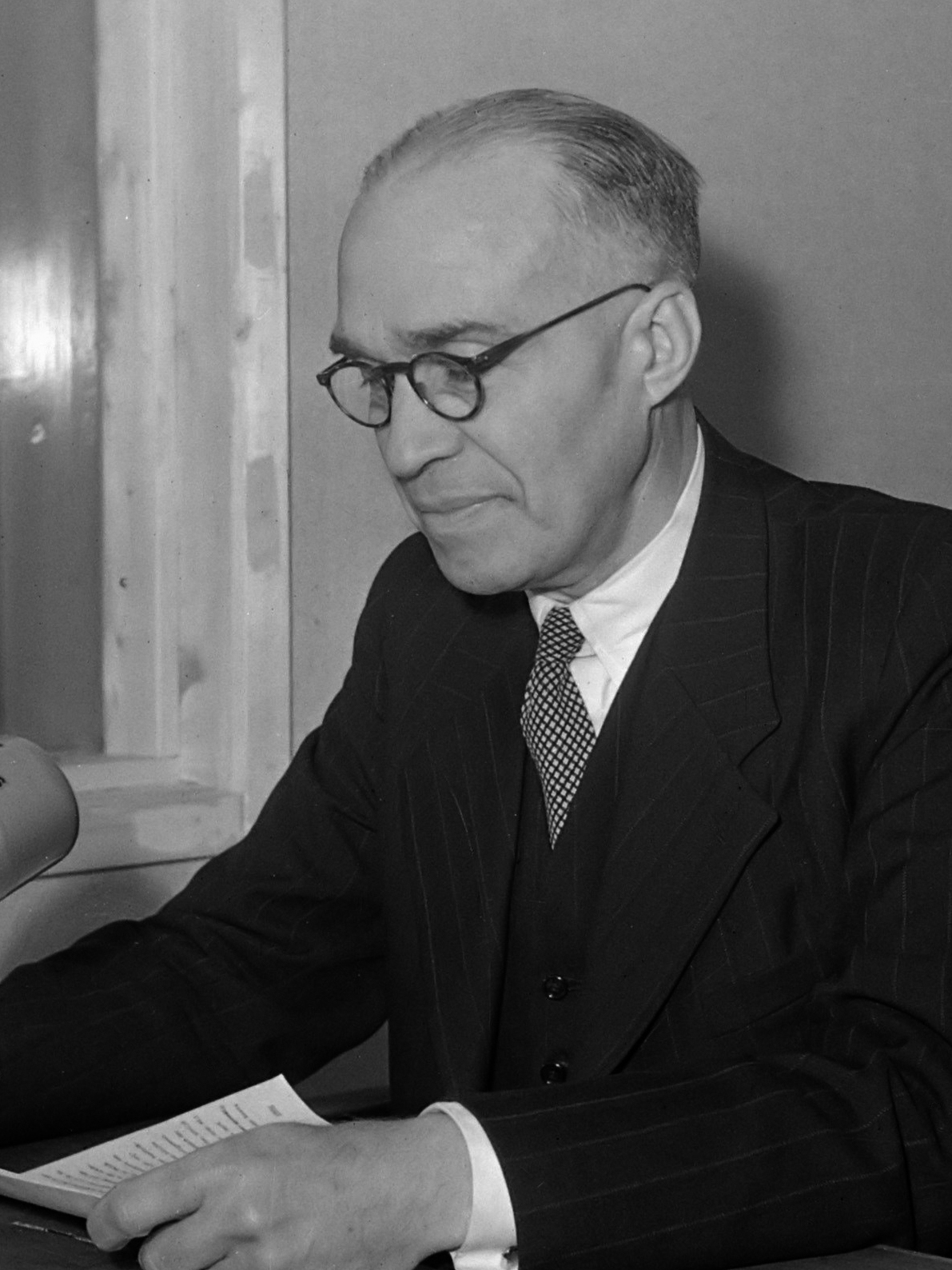
J.H.A. Logemann
12 november

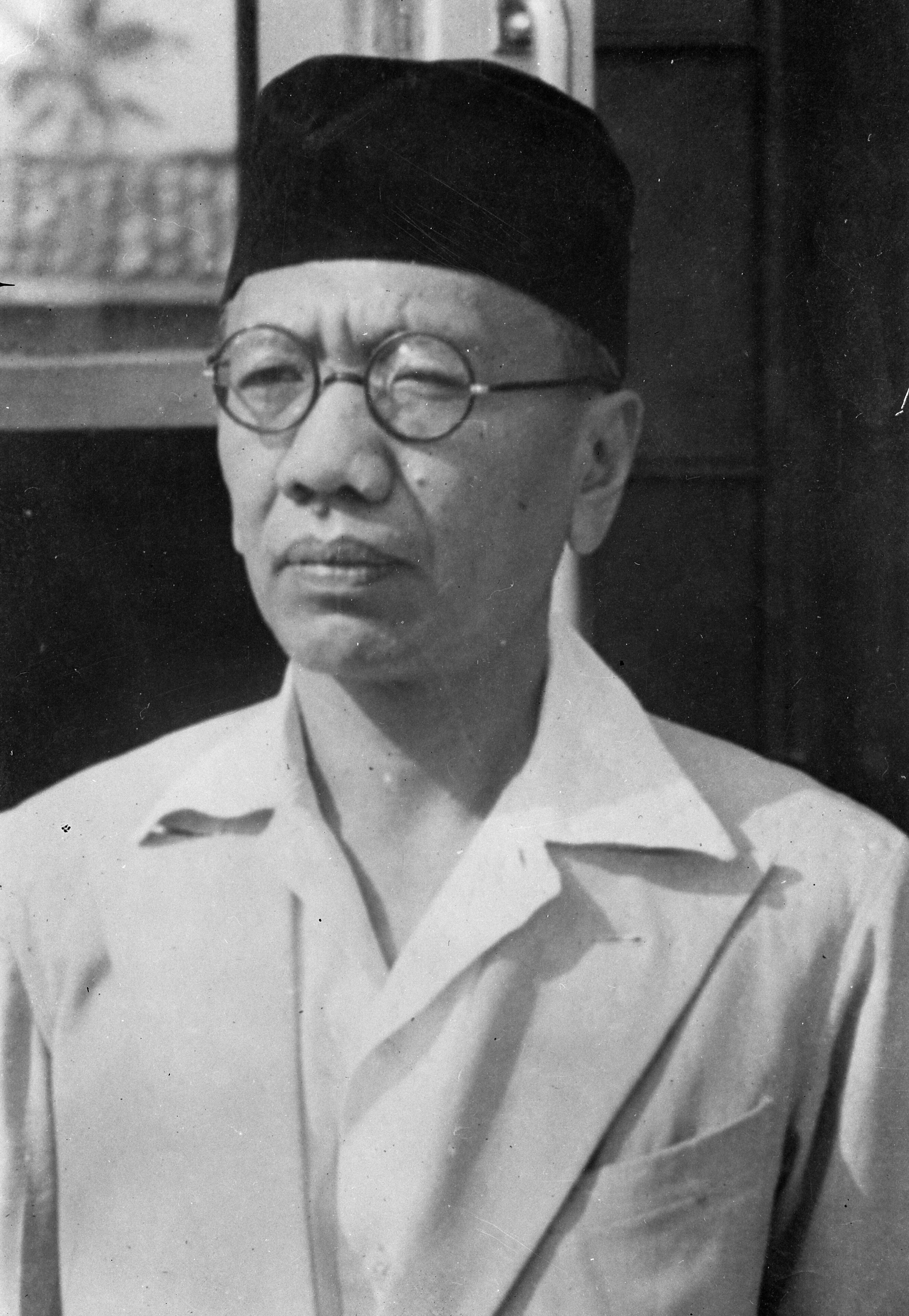
Soesanto Tirtoprodjo
16 november

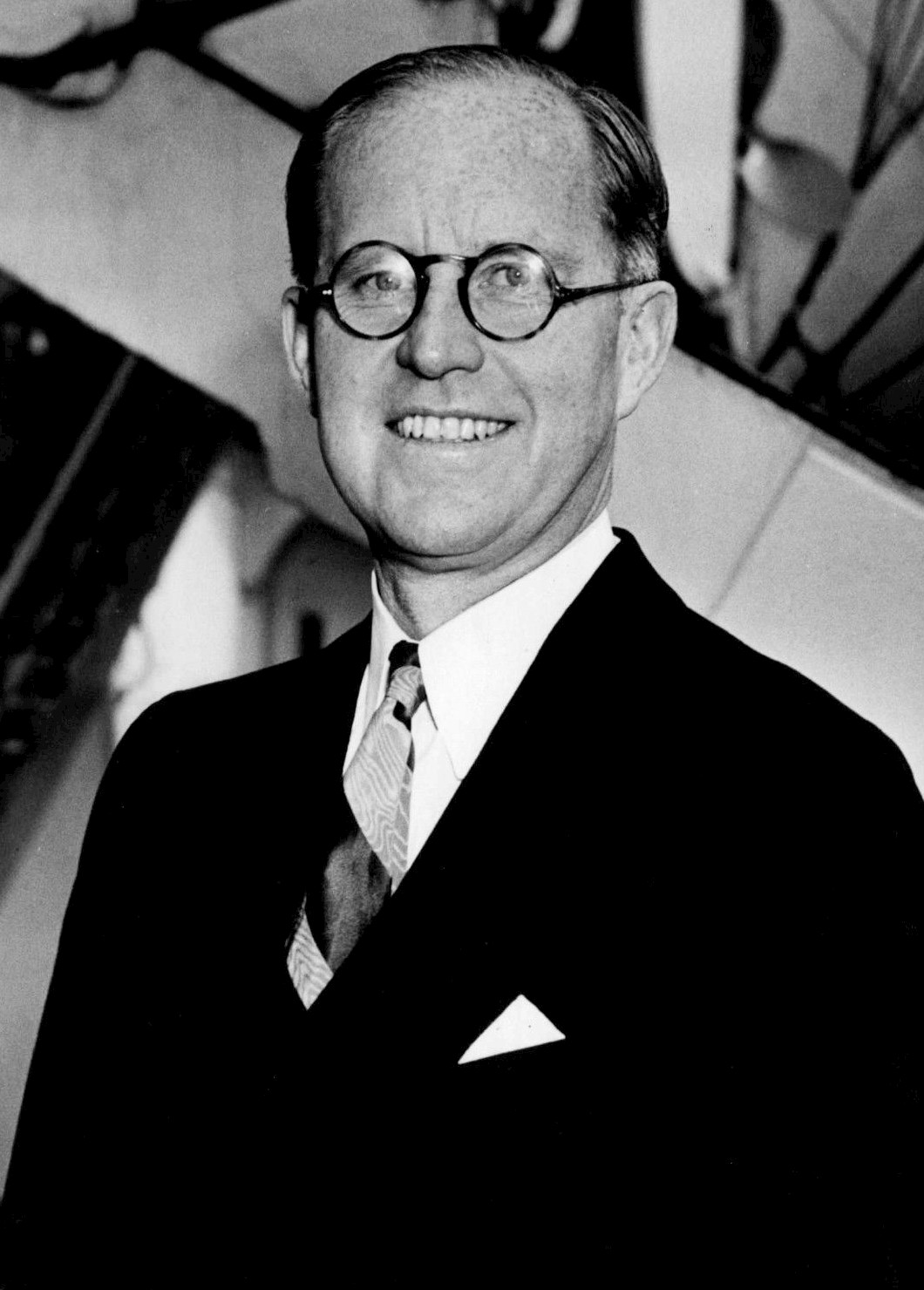
Joseph P. Kennedy sr.
18 november

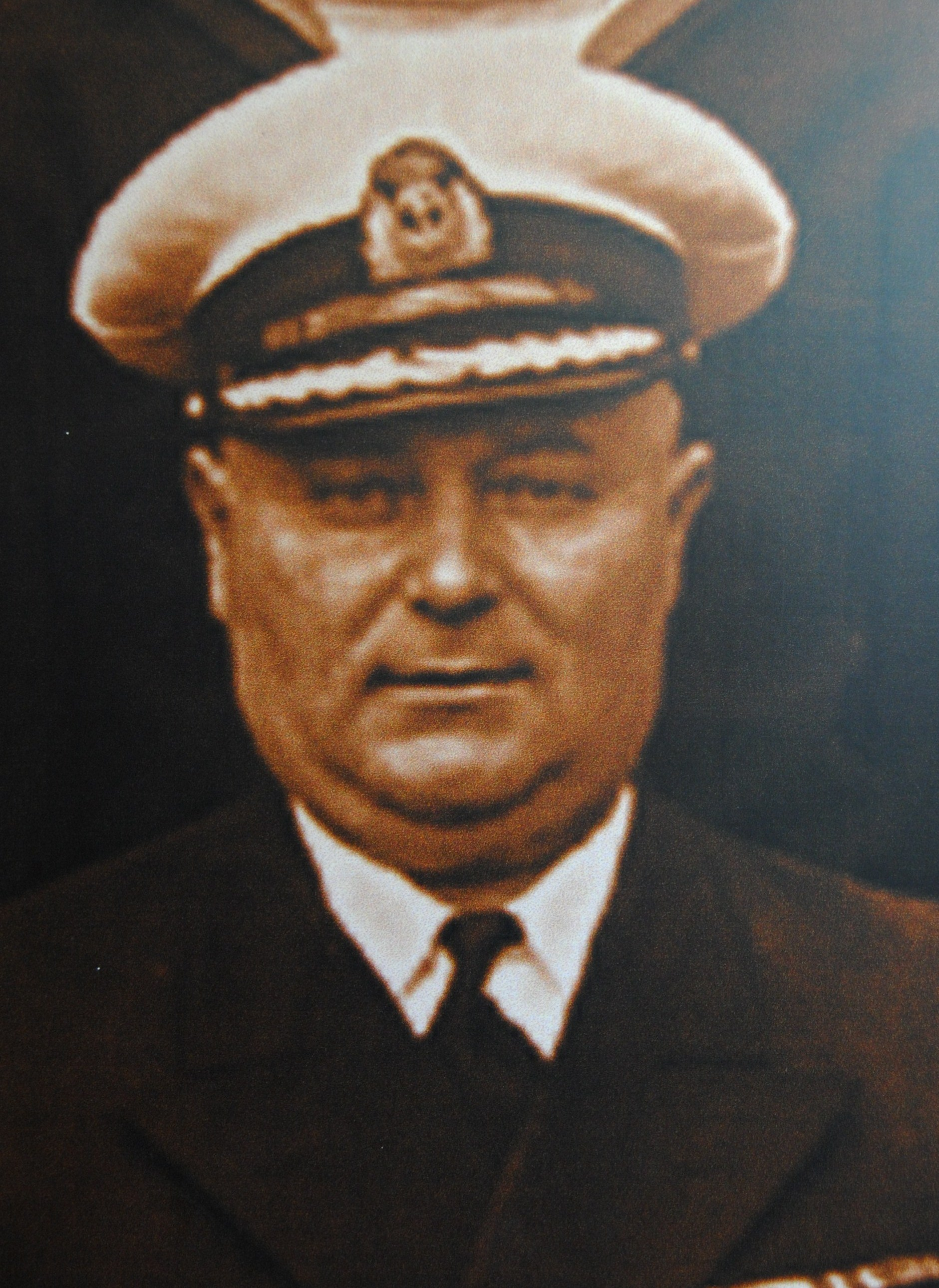
Remi Van de Sande
30 november

| 1 | 2 | 3 | 4 | 5 | 6 | 7 | 8 | 9 | 10 | 11 | 12 | 13 | 14 | 15 | 16 | 17 | 18 | 19 | 20 | 21 | 22 | 23 | 24 | 25 | 26 | 27 | 28 | 29 | 30 |
| - | - | - | - | - | - | - | - | - | -- | -- | -- | -- | -- | -- | -- | -- | -- | -- | -- | -- | -- | -- | -- | -- | -- | -- | -- | -- | -- |

### 1 november
- Pauline Bush (83), Amerikaans actrice

### 3 november
- Zeki Rıza Sporel (71), Turks voetballer

### 4 november
- Carlos Marighella (57), Braziliaans politiek activist

### 5 november
- W.H.E. van der Borch van Verwolde (87), Nederlands burgemeester
- Jos de Klerk (84), Belgisch-Nederlands componist

### 6 november
- Berend Tobia Boeyinga (83), Nederlands architect
- Max Knoll (72), Duits elektrotechnicus

### 7 november
- Jaap Dooijewaard (93), Nederlands kunstschilder

### 8 november
- Vesto Slipher (93), Amerikaans astronoom
- A.P. Wesselman van Helmond (61), Nederlands architect

### 9 november
- Paul Berth (79), Deens voetballer
- René Binot (79), Belgisch politicus
- Clifford Gray (77), Amerikaans bobsleeër
- Eduardus Kalle (74), Nederlands burgemeester
- Arthur Witty (91), Engels voetballer

### 11 november
- Laurens Bogtman (69), Nederlands baritonzanger
- Arthur Sercu (74), Belgisch politicus
- Jack Torrance (57), Amerikaans atleet

### 12 november
- Maurice Dambois (80), Belgisch cellist
- Johann Heinrich Adolf Logemann (77), Nederlands politicus
- Liu Shaoqi (70), Chinees politicus

### 13 november
- Iskandar Mirza (70), Pakistaans politicus
- Stanisław Modzelewski (40), Pools seriemoordenaar

### 15 november
- Popke Pieter Agter (66), Nederlands burgemeester

### 16 november
- Soesanto Tirtoprodjo (69), Indonesisch politicus

### 17 november
- Walter Dyett (68), Amerikaans violist

### 18 november
- Ted Heath (67), Brits bigbandleider
- Léon Jongen (85), Belgisch componist
- Joseph P. Kennedy sr. (81), Amerikaans politicus en patriarch van de familie Kennedy
- Gus McNaughton (88), Brits acteur

### 20 november
- Hessel Posthuma sr. (82), Nederlands politicus

### 21 november
- Nico Bakker (33), Nederlands kunstschilder
- Ferenc Harrer (95), Hongaars politicus
- Edward Mutesa II (45), president van Oeganda

### 23 november
- Spade Cooley (58), Amerikaans muzikant en acteur
- Denise Schaeverbeke (45), Belgisch kunstschilder

### 26 november
- Édouard Cortès (87), Frans kunstschilder
- La Niña de los Peines (79), Spaans flamencozangeres

### 29 november
- Dick Lammi (60), Amerikaans jazzmusicus

### 30 november
- August De Bruyne (90), Belgisch politicus
- Remi Van de Sande (76), Belgisch zeevaarder

## December

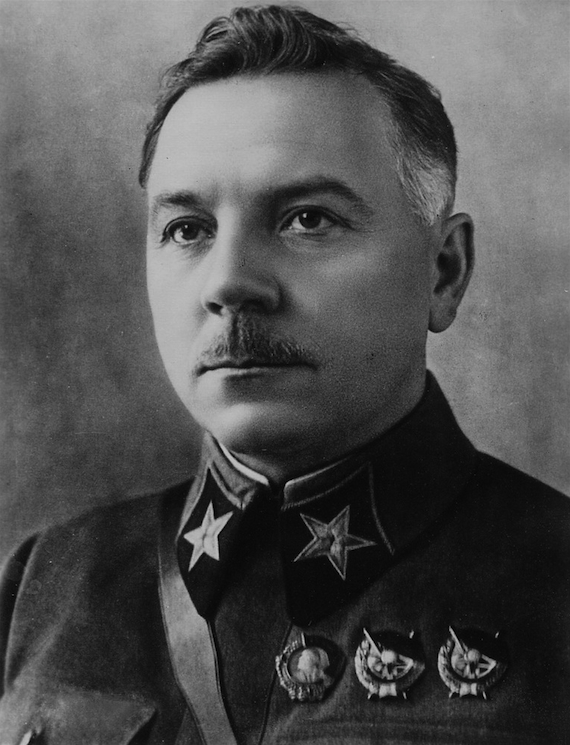
Kliment Vorosjilov
2 december

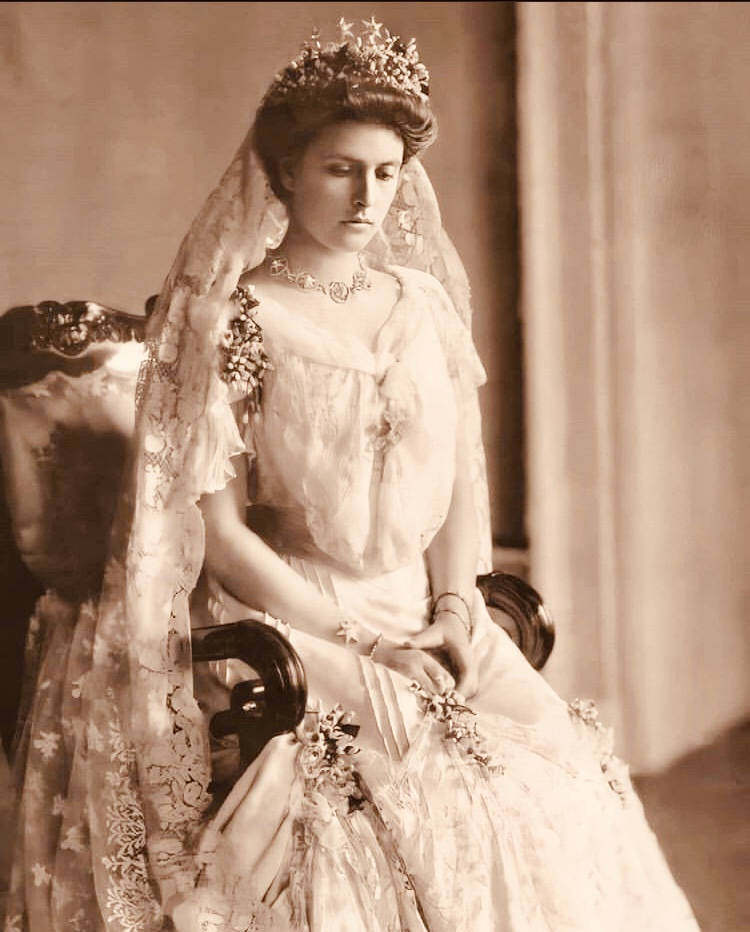
Alice van Battenberg
5 december

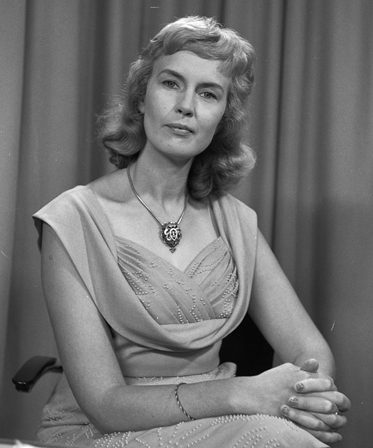
Verti Dixon
15 december

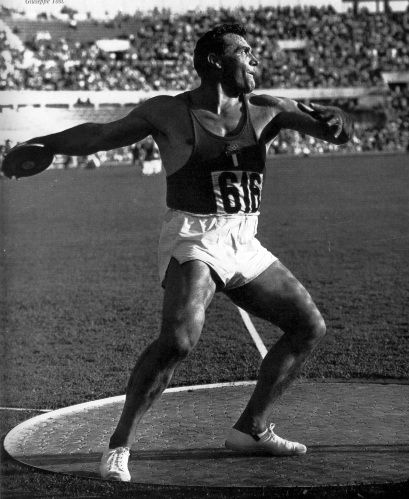
Adolfo Consolini
20 december

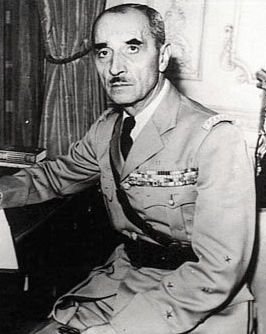
Georges Catroux
21 december

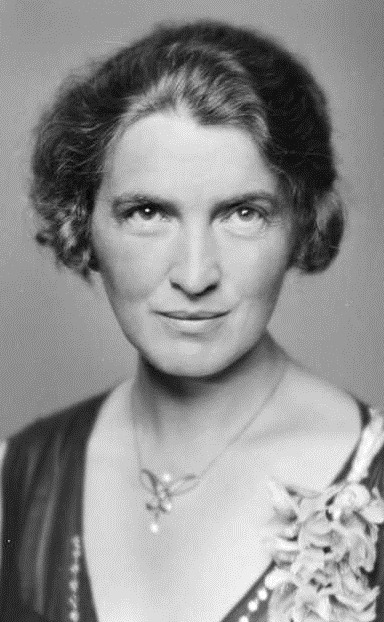
Mary Barratt Due
24 december

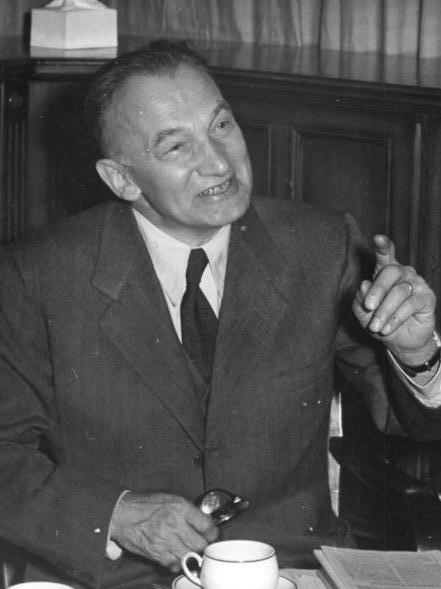
Josef Hromádka
26 december

| 1 | 2 | 3 | 4 | 5 | 6 | 7 | 8 | 9 | 10 | 11 | 12 | 13 | 14 | 15 | 16 | 17 | 18 | 19 | 20 | 21 | 22 | 23 | 24 | 25 | 26 | 27 | 28 | 29 | 30 | 31 |
| - | - | - | - | - | - | - | - | - | -- | -- | -- | -- | -- | -- | -- | -- | -- | -- | -- | -- | -- | -- | -- | -- | -- | -- | -- | -- | -- | -- |

### 1 december
- Magic Sam (32), Amerikaans blueszanger en -gitarist
- Robert David Simons (84), Surinaams jurist, publicist en dichter
- Kharilaos Vasilakos (92), Grieks atleet

### 2 december
- José María Arguedas (58), Peruviaans schrijver
- František Ventura (74), Tsjecho-Slowaaks springruiter
- Kliment Vorosjilov (88), Russisch militair en politicus

### 4 december
- Achille Chavée (63), Belgisch schrijver en dichter
- Bohdan Winiarski (85), Pools rechtsgeleerde

### 5 december
- Alice van Battenberg (84), Grieks prinses
- Garrett Gilmore (74), Amerikaans roeier

### 6 december
- Adolfo Christlieb Ibarrola (50), Mexicaans politicus

### 8 december
- Jant Smit (50), Nederlands beeldhouwer

### 9 december
- Chris van Geel (78), Nederlands kunstenaar

### 10 december
- Andries Baart sr. (84), Nederlands architect
- Calogero Bagarella (34), Italiaans crimineel

### 11 december
- Alfons Jeurissen (69), Belgisch politicus

### 13 december
- Raymond Spruance (83), Amerikaans militair

### 15 december
- Verti Dixon (44), Nederlands omroepster
- Robert McPherson (68), Schots voetbaltrainer

### 16 december
- Soe Hok Gie (26), Chinees-Indonesisch dissident

### 17 december
- Artur da Costa e Silva (70), president van Brazilië

### 18 december
- Charles Dvorak (91), Amerikaans atleet

### 19 december
- Auguste Baccus (50), Belgisch politicus
- Joseph Slepian (78), Amerikaans elektrotechnicus

### 20 december
- Adolfo Consolini (52), Italiaans atleet

### 21 december
- Georges Catroux (92), Frans militair
- Hendrik van Laar (91), Nederlands dichter
- Jan Neisingh (89), Nederlands architect
- Ilse Steppat (52), Duits actrice

### 22 december
- Max Hess (91), Amerikaans turner
- Josef von Sternberg (75), Amerikaans regisseur

### 23 december
- Tiburcio Carías Andino (93), Hondurees militair en politicus
- Christiaan C. Schaaf (79), Nederlands kunstenaar

### 24 december
- Mary Barratt Due (81), Noors pianiste
- Stanisław Błeszyński (42), Pools entomoloog

### 26 december
- Josef Hromádka (80), Tsjechisch theoloog
- Gunnar Söderlindh (73), Zweeds turner
- Rudi West (54), Nederlands acteur

### 27 december
- Karel De Haeck (75), Belgisch politicus
- Aleksej Sokolski (61), Russisch schaker

### 28 december
- Rudolf Hauschka (78), Oostenrijks ondernemer

### 29 december
- Remi De Muyter (69), Belgisch burgemeester
- Kurt Richter (69), Duits schaker

### 30 december
- Jiří Trnka (57), Tsjechisch poppenanimator en regisseur

### 31 december
- Marcel Barzin (78), Belgisch politicus

## Datum onbekend
- Robert Aerens (ca.86), Belgisch kunstschilder
- Granville Bradshaw (ca. 82), Brits ingenieur
- Corrie Demmink (ca. 73), Nederlands beeldhouwer en keramist
- Ernst Leyden (ca. 77), Nederlands kunstschilder
- Bonifacio Ondó Edu, president van Equatoriaal-Guinea (overleden in april)
- Rupert Viktor Oppenauer (ca. 59), Oostenrijks scheikundige
- Itzhak Stern (ca. 68), Pools verzetsstrijder en Holocaustoverlevende

1900 ·
1901 ·
1902 ·
1903 ·
1904 ·
1905 ·
1906 ·
1907 ·
1908 ·
1909 ·
1910 ·
1911 ·
1912 ·
1913 ·
1914 ·
1915 ·
1916 ·
1917 ·
1918 ·
1919 ·
1920 ·
1921 ·
1922 ·
1923 ·
1924 ·
1925 ·
1926 ·
1927 ·
1928 ·
1929 ·
1930 ·
1931 ·
1932 ·
1933 ·
1934 ·
1935 ·
1936 ·
1937 ·
1938 ·
1939 ·
1940 ·
1941 ·
1942 ·
1943 ·
1944 ·
1945 ·
1946 ·
1947 ·
1948 ·
1949 ·
1950 ·
1951 ·
1952 ·
1953 ·
1954 ·
1955 ·
1956 ·
1957 ·
1958 ·
1959 ·
1960 ·
1961 ·
1962 ·
1963 ·
1964 ·
1965 ·
1966 ·
1967 ·
1968 ·
1969 ·
1970 ·
1971 ·
1972 ·
1973 ·
1974 ·
1975 ·
1976 ·
1977 ·
1978 ·
1979 ·
1980 ·
1981 ·
1982 ·
1983 ·
1984 ·
1985 ·
1986 ·
1987 ·
1988 ·
1989 ·
1990 ·
1991 ·
1992 ·
1993 ·
1994 ·
1995 ·
1996 ·
1997 ·
1998 ·
1999 ·
2000 ·
2001 ·
2002 ·
2003 ·
2004 ·
2005 ·
2006 ·
2007 ·
2008 ·
2009 ·
2010 ·
2011 ·
2012 ·
2013 ·
2014 ·
2015 ·
2016 ·
2017 ·
2018 ·
2019 ·
2020 ·
2021 ·
2022 ·
2023 ·
2024 ·
2025